# Santiago del Cile
Santiago del Cile (in spagnolo Santiago de Chile; lett. "San Giacomo del Cile"), o semplicemente Santiago, è la capitale e il centro urbano più importante del Cile. L'area metropolitana della città è stata denominata Gran Santiago e corrisponde al capoluogo della Regione Metropolitana di Santiago. Considerata spesso un'unica città in realtà è una conurbazione che comprende completamente il territorio di 26 comuni e parte del territorio di altri 11 comuni; gran parte della metropoli è compresa nella provincia di Santiago, alcune parti periferiche fanno parte delle province di Maipo, Cordillera e Talagante. 
La città è situata a un'altitudine media di 567 m s.l.m. sulle rive del Mapocho. Nell'anno 2014 l'estensione della conurbazione era pari a 641,4 km² e la popolazione era pari a 6 158 080 abitanti che equivale a circa il 35,9% della popolazione totale del Paese. Il comune di Santiago propriamente detto, corrispondente al centro della città, ha una superficie di 22,4 km² e 200 792 abitanti al 2002.
Attualmente si stima che la "Gran Santiago" abbia 6 269 629 abitanti.
Secondo le statistiche Santiago è la settima città più popolosa del Sudamerica e la 35ª area metropolitana del mondo. La capitale del Cile ospita molte sedi governative (a eccezione del Congresso nazionale che ha invece sede a Valparaíso), finanziarie, commerciali e culturali del Paese ed è considerata nel 2006 come la terza città dell'America Latina per qualità della vita con un indice di sviluppo umano superiore a 0,920 e un PIL procapite pari a 18 465 dollari USA.

## Geografia fisica

### Territorio

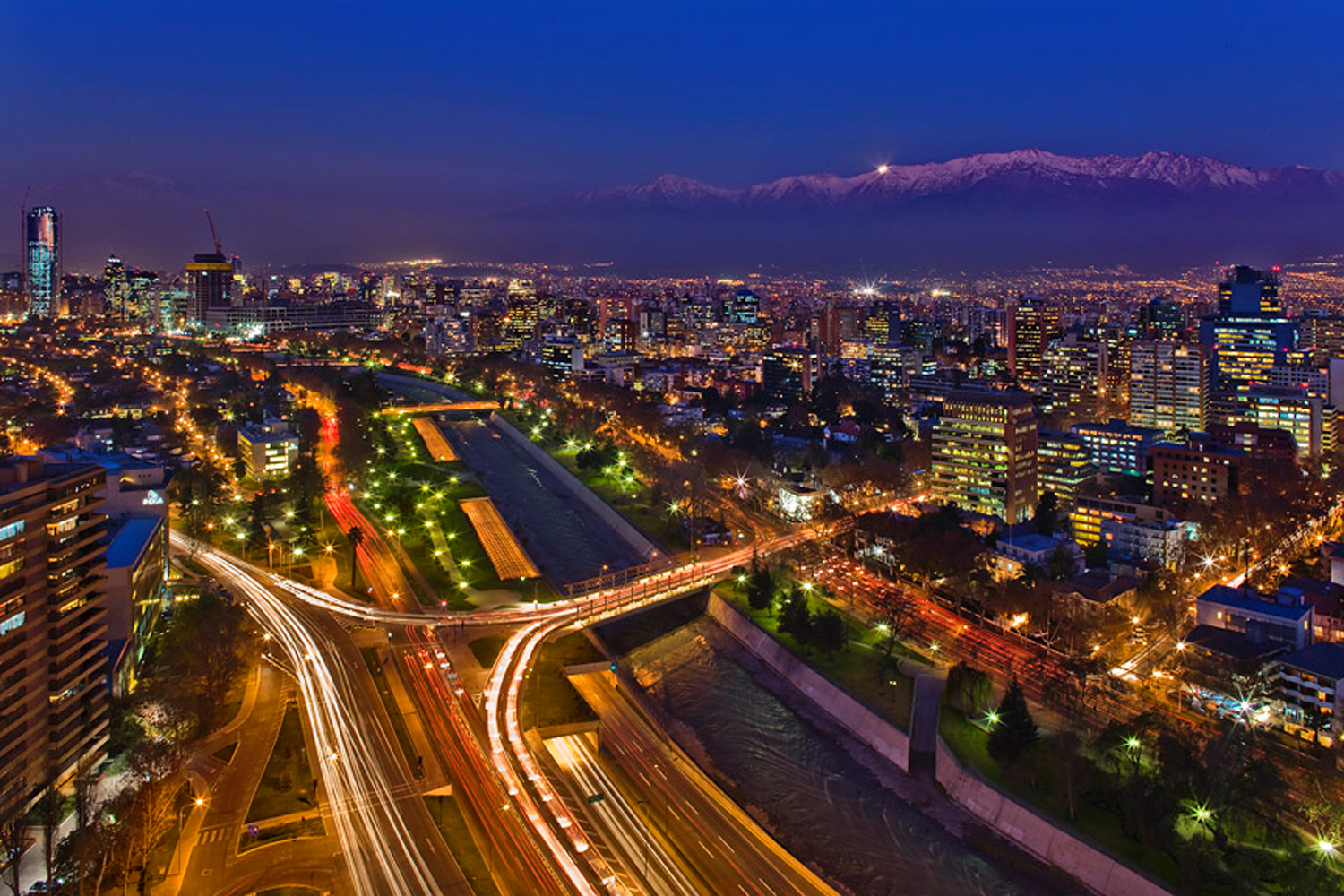
Santiago del Cile di notte

La città si trova al centro del bacino Santiago, una grande valle composta da terre fertilissime circondate da montagne. La città ha un'altitudine variabile che va dai 400 m s.l.m. delle zone occidentali ai 540 m di Plaza Baquedano ed è affiancata dalla catena principale delle Ande a est e dalla Cordigliera della Costa, mentre a nord è delimitata dal Cordón de Chacabuco, parte delle Ande. Queste, attorno a Santiago, raggiungono picchi elevati, il più alto dei quali, il monte Tupungato, raggiunge i 6570 m s.l.m.
Il fiume Mapocho scorre attraverso la città mentre al confine meridionale si trova la Angostura de Paine, uno sperone allungato delle Ande che raggiunge quasi la costa. A est si trova il massiccio della Sierra de Ramon, una catena montuosa ai piedi della Precordigliera dovuta all'attività della faglia di San Ramón, mentre 20 km più a est si trova la Cordigliera delle Ande con le sue catene montuose e vulcani, molti dei quali superano i 6 000 metri e sui quali sono presenti alcuni ghiacciai.
Negli ultimi decenni, la crescita urbana ha superato i confini della città, espandendosi verso est verso la Precordigliera, e l'urbanizzazione si è sviluppata anche sopra i 1 000 metri di altitudine.

### Clima
Il clima della città corrisponde a un clima temperato con piogge invernali e una stagione secca prolungata, noto come "mediterraneo continentale", simile a quello della Sicilia centrale. Una delle principali caratteristiche climatiche di Santiago è che circa l'80% delle precipitazioni avviene durante i mesi invernali dell'emisfero australe, cioè da giugno ad agosto. Le precipitazioni sono sotto forma di pioggia, in quanto il limite della neve solitamente è a circa 2100 m in inverno e raramente si abbassa a 1500 m, quindi solo occasionalmente la neve cade su Santiago. Nella stagione secca invece, in sette od otto mesi, le precipitazioni mediamente non oltrepassano i 4 mm.
Le temperature durante l'anno, variano da una media di 20 °C in gennaio agli 8 °C di giugno e luglio. In estate le massime raggiungono facilmente i 32 °C, con un record di 37,2 °C nel 1915. In autunno e inverno, la temperatura scende sotto i 10 °C e occasionalmente anche a 0 °C, con un record di −6,8 °C nel 1976.
| Santiago del Cile            | Mesi | Mesi | Mesi | Mesi | Mesi | Mesi | Mesi | Mesi | Mesi | Mesi | Mesi | Mesi | Stagioni | Stagioni | Stagioni | Stagioni | Anno |
| Santiago del Cile            | Gen  | Feb  | Mar  | Apr  | Mag  | Giu  | Lug  | Ago  | Set  | Ott  | Nov  | Dic  | Est      | Aut      | Inv      | Pri      | Anno |
| ---------------------------- | ---- | ---- | ---- | ---- | ---- | ---- | ---- | ---- | ---- | ---- | ---- | ---- | -------- | -------- | -------- | -------- | ---- |
| T. max. media (°C)           | 29   | 28   | 26   | 22   | 17   | 14   | 13   | 16   | 18   | 21   | 25   | 27   | 28       | 21,7     | 14,3     | 21,3     | 21,3 |
| T. min. media (°C)           | 12   | 11   | 9    | 7    | 5    | 3    | 2    | 3    | 5    | 7    | 8    | 10   | 11       | 7        | 2,7      | 6,7      | 6,8  |
| Giorni di gelo (Tmin ≤ 0 °C) | 0    | 0    | 0    | 1    | 4    | 7    | 9    | 6    | 2    | 0    | 0    | 0    | 0        | 5        | 22       | 2        | 29   |
| Precipitazioni (mm)          | 0    | 0    | 0    | 10   | 50   | 70   | 70   | 50   | 20   | 10   | 0    | 0    | 0        | 60       | 190      | 30       | 280  |
| Giorni di nebbia             | 4    | 5    | 11   | 15   | 21   | 21   | 22   | 23   | 17   | 12   | 8    | 5    | 14       | 47       | 66       | 37       | 164  |

## Storia

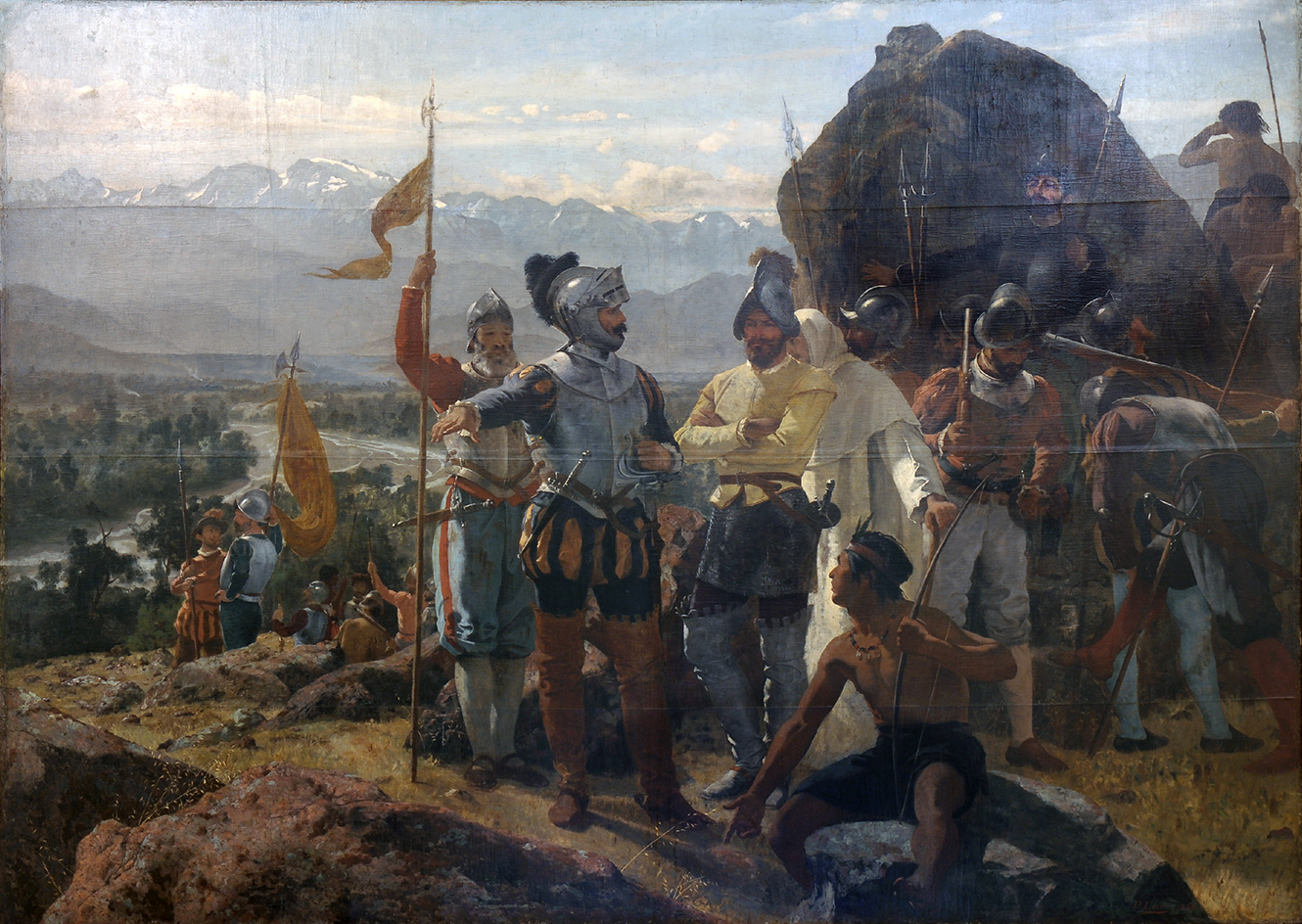
Santiago sulla collina Huelén a opera di Pedro de Valdivia in un quadro di Pedro Lira (1889)

Santiago venne fondata da Pedro de Valdivia e Inés Suárez il 12 febbraio del 1541 con il nome di Santiago del Nuevo Extremo in onore di San Giacomo e a ricordare che, come Santiago di Compostela rappresentava per gli antichi l'estrema terra abitata in Europa prima dell'oceano inesplorato, analogamente la nuova città rappresentava l'estremo limite dell'esplorazione nel continente americano da poco scoperto.
La cerimonia di fondazione si tenne sulla collina Huelén (successivamente ribattezzata Collina Santa Lucía). Valdivia scelse questo luogo per la sua posizione, al centro della vasta e fertile pianura (Valle central) compresa tra la Cordigliera delle Ande e la Cordigliera della costa, per il suo clima temperato e per la facilità con cui poteva essere difeso.
Il fiume Mapocho divideva l'area in due e la ricongiungeva poi più a sud, formando un'isola.
I primi edifici furono eretti sfruttando il lavoro degli indiani Picunche. La riva meridionale del Mapocho fu poi drenata e trasformata in un importante viale, conosciuto come Alameda (ora Avenida Libertador General Bernardo O'Higgins) per la presenza di molti pioppi (alamos in spagnolo).
La città fu parzialmente distrutta durante la Guerra di Indipendenza (1810-18), in occasione della battaglia di Maipú che fu combattuta a sud-ovest del centro abitato. Santiago divenne la capitale del Cile indipendente nel 1818.
All'inizio del XIX secolo Santiago era soltanto una piccola città con pochi edifici, fra cui il Palacio de La Moneda, utilizzato al tempo della dominazione spagnola come zecca, e alcune chiese. Negli anni Ottanta dell'Ottocento l'estrazione del nitrato nel nord del Cile portò una certa prosperità al paese e favorì lo sviluppo della capitale. Fu così che importanti edifici vennero costruiti nel 1910 per celebrare il centenario dell'indipendenza dalla Spagna, fra quali la Biblioteca nazionale e il Museo delle belle arti.
Negli anni trenta del Novecento Santiago cominciò a diventare una città moderna, con la costruzione del Barrio Cívico, intorno al Palacio de La Moneda. Nel frattempo, la popolazione aumentava grazie all'arrivo di nuovi abitanti dal nord e dal sud del Cile.
Nel 1985 un forte terremoto distrusse alcuni edifici di importanza storica nel centro della città.
Attualmente, Santiago rappresenta un centro finanziario molto importante dell'America Latina.
Il 27 febbraio 2010 Santiago è stata colpita da un forte sisma di magnitudo 8,8 Richter (9 della scala Mercalli) con epicentro poco distante da Concepción, città a 300 kilometri da Santiago.

## Monumenti e luoghi d'interesse
- Edificio del Seguro Obrero
- Edificio Ariztía

## Geografia antropica

### Suddivisioni amministrative

Cattedrale Metropolitana di San Giacomo

A differenza di altre grandi città e aree metropolitane del mondo, il governo metropolitano di Santiago manca di una carica amministrativa centralizzata, che è divisa tra autorità diverse, il che complica il funzionamento della città come un'entità unitaria.
Nell'attuale struttura territoriale del paese, che è divisa in tre livelli (Regioni, Province e Comuni), Santiago non si adatta perfettamente con nessuna. La regione metropolitana di Santiago fu creata nel 1976 per includere un'area metropolitana realizzata due anni prima partendo dalla ex provincia di Santiago, tuttavia questa include un certo numero di località piuttosto remote dal capoluogo, come Melipilla e Talagante. A livello provinciale, la Grande Santiago supera i limiti della attuale Provincia di Santiago, includendo le province di Cordillera, Maipo e Talagante. A livello comunale, la città è composta da una trentina di comuni.
In generale, sono due i tipi di organi amministrativi che si occupano dell'amministrazione della città: da un lato, ci sono trentasei comuni responsabili dell'amministrazione locale di ciascun comune, guidati da un sindaco e consigliati da un consiglio eletto dal voto popolare; mentre, d'altra parte, incaricato della direzione dell'area metropolitana è il Governo Regionale, eletto indirettamente e presieduto da un Intendente nominato direttamente dal Presidente della Repubblica. Dal marzo 2014, la carica di Intendente dell'area metropolitana di Santiago è Claudio Orrego Larrain.
Quando fu creata l'area metropolitana di Santiago, la figura del governatore provinciale non fu creata per la provincia di Santiago, come invece fu per le altre province e solo nel 2001 fu creata la carica di "Delegato Provinciale", che esercita le funzioni del governatore provinciale in rappresentanza dell'Intendente, tuttavia egli rappresenta più che altro un incarico simbolico, e i poteri non sono gli stessi dei governatori di altre province.
| \| Comuni della città di Santiago del Cile \| Comuni della città di Santiago del Cile \| \| --------------------------------------- \| --------------------------------------- \| \| Nome \| Sindaco (2024-2028) \| \| Cerrillos \| Johnny Yáñez Díaz \| \| La Reina \| José Palacios Parra \| \| Pudahuel \| Ítalo Bravo Lizana \| \| Cerro Navia \| Mauro Tamayo Rozas \| \| Las Condes \| Catalina San Martín Cavada \| \| Quilicura \| Paulina Bobadilla Navarrete \| \| Conchalí \| René de la Vega Fuentes \| \| Lo Barnechea \| Felipe Alessandri Vergara \| \| Quinta Normal \| Karina Delfino Mussa \| \| El Bosque \| Manuel Zúñiga Aguilar \| \| Lo Espejo \| Javiera Reyes Jara \| \| Recoleta \| Fares Jadue Leiva \| \| Estación Central \| Felipe Muñoz Vallejos \| \| Lo Prado \| Maximiliano Ríos Galleguillos \| \| Renca \| Claudio Castro Salas \| \| Huechuraba \| Maximiliano Luksic Lederer \| \| Macul \| Eduardo Espinoza Gaete \| \| San Miguel \| Carol Bown Sepúlveda \| \| Independencia \| Agustín Iglesias Muñoz \| \| Maipú \| Tomás Vodanovic Escudero \| \| San Joaquín \| Cristóbal Labra Bassa \| \| La Cisterna \| Joel Olmos Espinoza \| \| Ñuñoa \| Sebastián Sichel \| \| San Ramón \| Gustavo Toro Quintana \| \| La Florida \| Daniel Reyes Morales \| \| Pedro Aguirre Cerda \| Luis Astudillo Peiretti \| \| Santiago \| Mario Desbordes \| \| La Pintana \| Claudia Pizarro Peña \| \| Peñalolén \| Miguel Concha Manso \| \| Vitacura \| Camila Merino Catalán \| \| La Granja \| Claudio Arriagada Macaya \| \| Providencia \| Jaime Bellolio Avaria \| \| Padre Hurtado \| Felipe Muñoz Heredia \| \| San Bernardo \| Cristopher White Bahamondes \| \| Puente Alto \| Matías Toledo Herrera \| \| Pirque \| Jaime Escudero Ramos \| \| San José de Maipo \| Roberto Pérez Catalán \| |                               |
| Comuni della città di Santiago del Cile |                               |
| Nome | Sindaco (2024-2028)           |
| Cerrillos | Johnny Yáñez Díaz             |
| La Reina | José Palacios Parra           |
| Pudahuel | Ítalo Bravo Lizana            |
| Cerro Navia | Mauro Tamayo Rozas            |
| Las Condes | Catalina San Martín Cavada    |
| Quilicura | Paulina Bobadilla Navarrete   |
| Conchalí | René de la Vega Fuentes       |
| Lo Barnechea | Felipe Alessandri Vergara     |
| Quinta Normal | Karina Delfino Mussa          |
| El Bosque | Manuel Zúñiga Aguilar         |
| Lo Espejo | Javiera Reyes Jara            |
| Recoleta | Fares Jadue Leiva             |
| Estación Central | Felipe Muñoz Vallejos         |
| Lo Prado | Maximiliano Ríos Galleguillos |
| Renca | Claudio Castro Salas          |
| Huechuraba | Maximiliano Luksic Lederer    |
| Macul | Eduardo Espinoza Gaete        |
| San Miguel | Carol Bown Sepúlveda          |
| Independencia | Agustín Iglesias Muñoz        |
| Maipú | Tomás Vodanovic Escudero      |
| San Joaquín | Cristóbal Labra Bassa         |
| La Cisterna | Joel Olmos Espinoza           |
| Ñuñoa | Sebastián Sichel              |
| San Ramón | Gustavo Toro Quintana         |
| La Florida | Daniel Reyes Morales          |
| Pedro Aguirre Cerda | Luis Astudillo Peiretti       |
| Santiago | Mario Desbordes               |
| La Pintana | Claudia Pizarro Peña          |
| Peñalolén | Miguel Concha Manso           |
| Vitacura | Camila Merino Catalán         |
| La Granja | Claudio Arriagada Macaya      |
| Providencia | Jaime Bellolio Avaria         |
| Padre Hurtado | Felipe Muñoz Heredia          |
| San Bernardo | Cristopher White Bahamondes   |
| Puente Alto | Matías Toledo Herrera         |
| Pirque | Jaime Escudero Ramos          |
| San José de Maipo | Roberto Pérez Catalán         |

## Cultura

### Musei

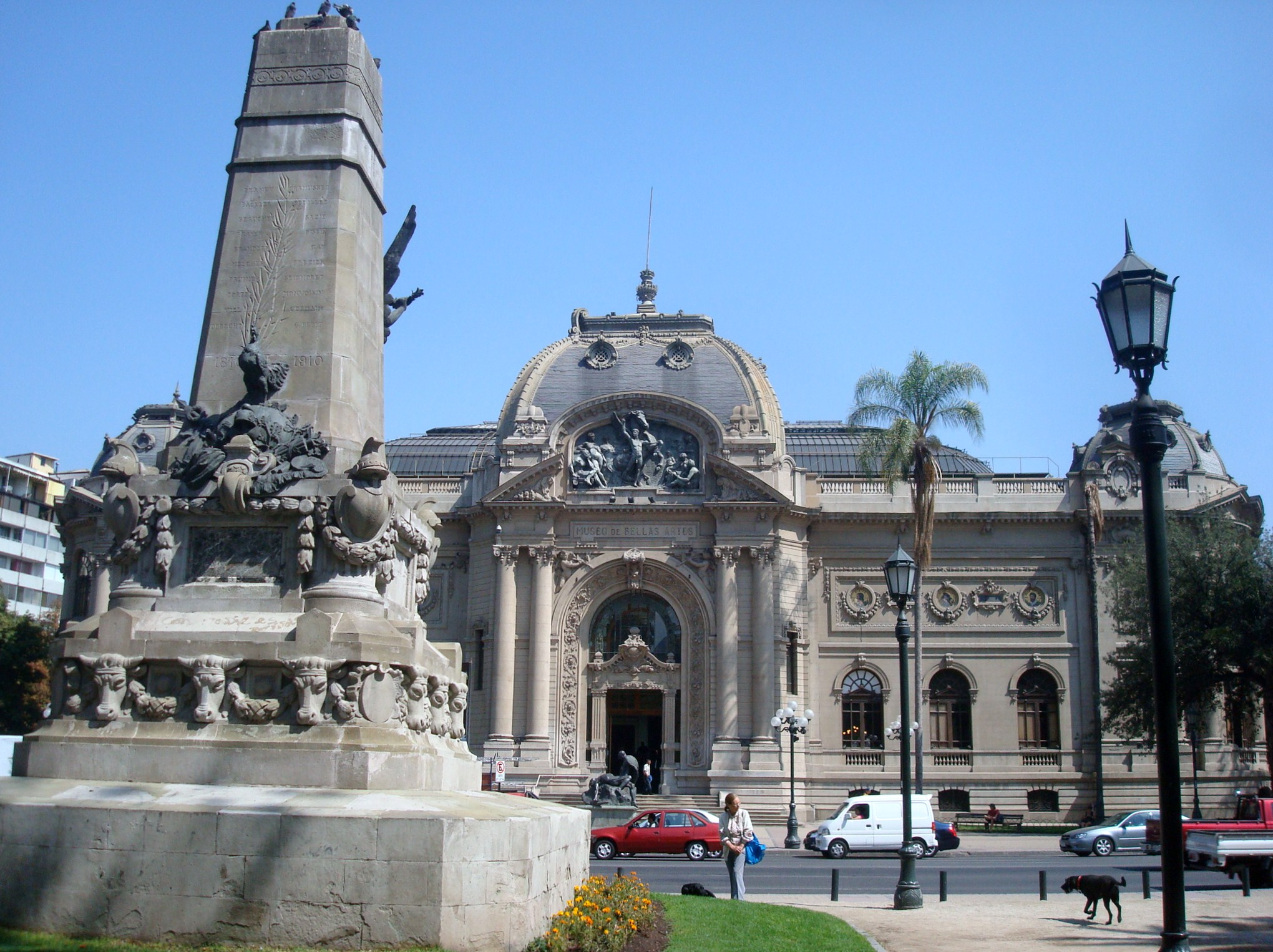
Museo delle belle arti.

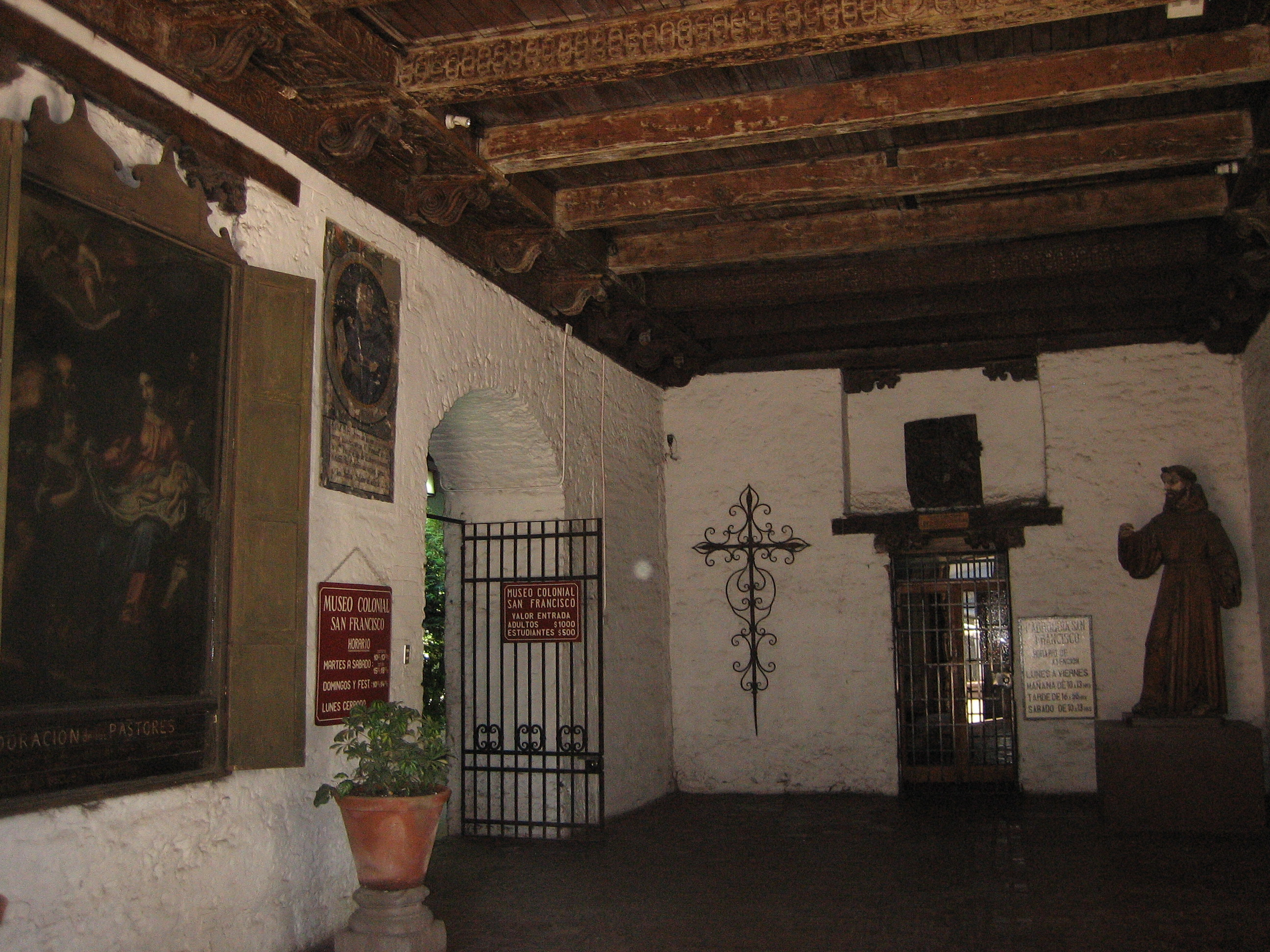
Il Museo Colonial San Francisco

- Il Museo Colonial San FranciscoMuseo cileno di arte precolombiana
- Museo nazionale delle belle arti

### Università
- Università del Cile (UCh)

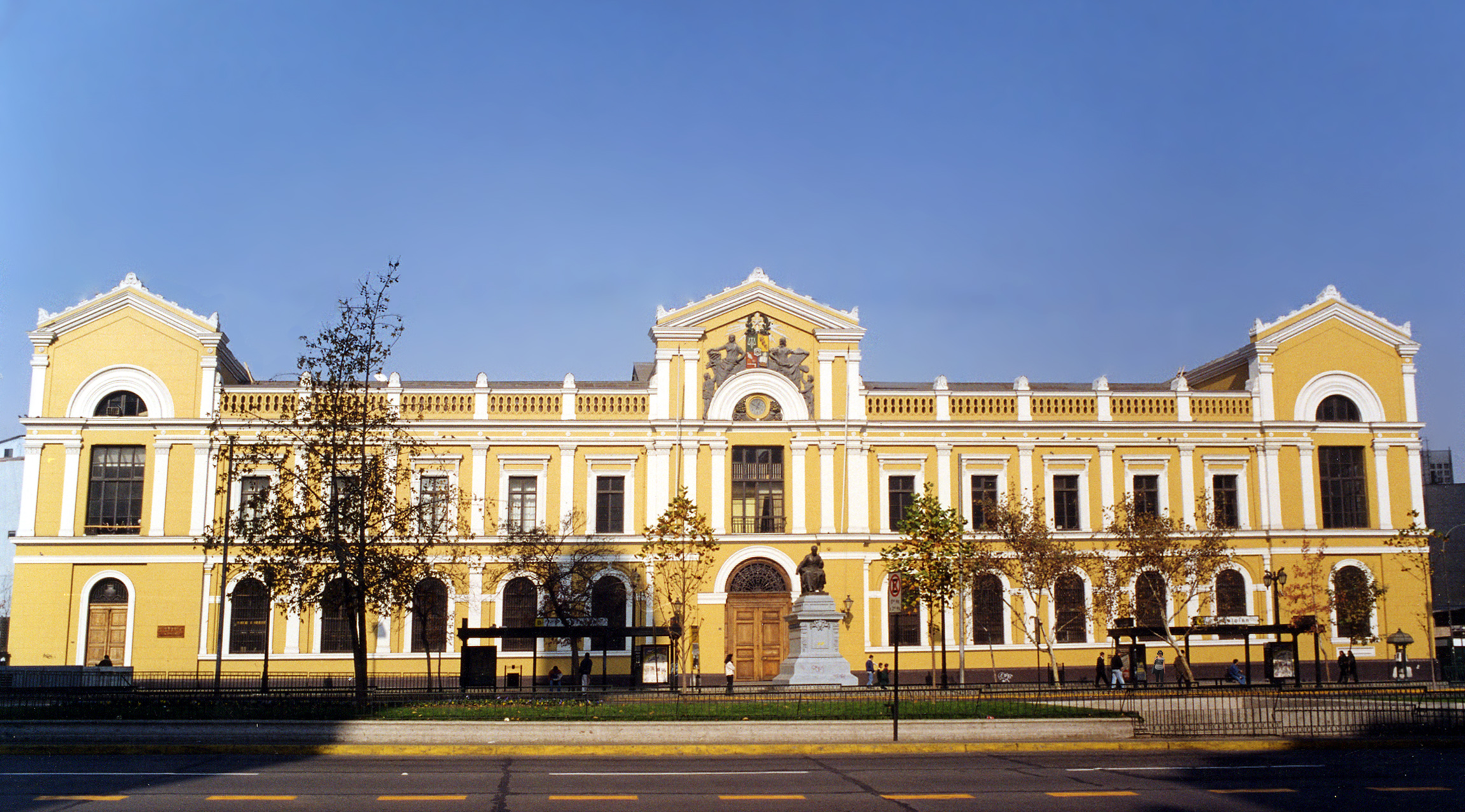
l'Universidà de Cile

- Pontificia Università Cattolica del Cile (PUC)
- Università di Santiago del Cile (USACH)
- Università tecnica Federico Santa María (UTFSM, USM)
- Università Adolfo Ibáñez (UAI)
- Università Diego Portales (UDP)
- Università nazionale Andrés Bello (UNAB)
- Università Finis Terrae (UFT)
- Università Alberto Hurtado (UAH)
- Universidad UCINF
- Universidad de los Andes (UANDES)

### Ricerca
- Osservatorio astronomico nazionale del Cile, fondato nel 1852

### Eventi
A Santiago avviene una Fiera Internazionale del libro dal 1981.

## Gruppi musicali legati a Santiago del Cile
- Alto Voltaje
- Inti Illimani
- La Ley
- Los Prisioneros
- Quilapayún

## Infrastrutture e trasporti

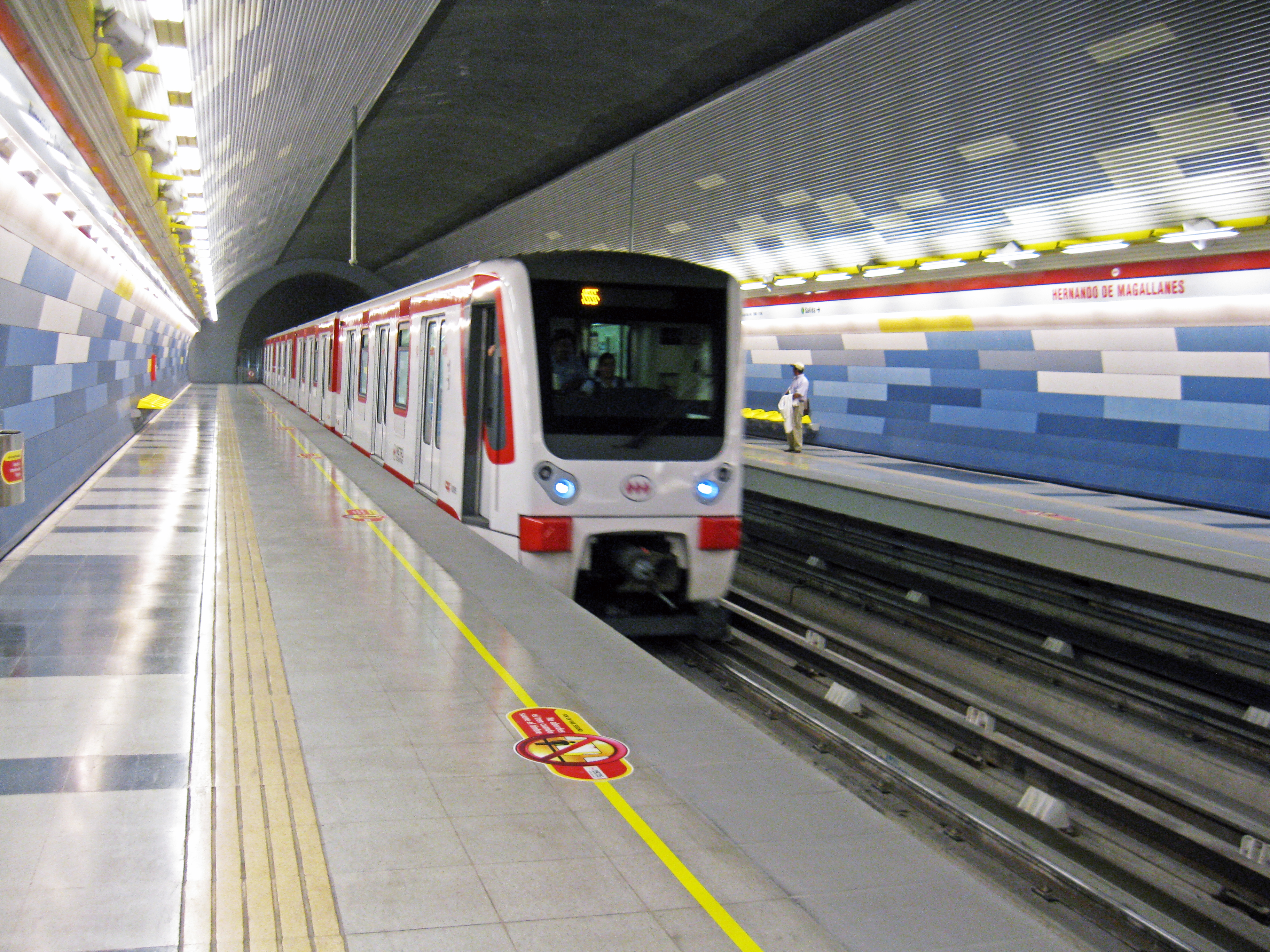
Stazione Hernando de Magallanes della Metropolitana di Santiago.

La città è servita dall'Aeroporto Internazionale Comodoro Arturo Merino Benítez.
Una linea ferroviaria collega Santiago con Chillàn, 400 km a sud di Santiago. I treni partono dalla stazione Centrale (Estacion Central).
Per muoversi all'interno della città è attivo l'efficiente servizio della metropolitana, basato su cinque linee.
Si tratta della metropolitana più estesa dell'America Latina. Dal 2005 inoltre si è iniziato a implementare un servizio di trasporti integrato chiamato Transantiago entrato in funzione nel 2007 che combina il trasporto su strada con quello della metropolitana uniformandone le tariffe e i percorsi.
Prima del Transantiago infatti il sistema di trasporto pubblico stradale era in mano a imprese private, indipendenti nei percorsi, nelle tariffe e nelle livree degli autobus, solo dal 1990 si è cominciato a regolamentare le licenze per i trasportatori e a uniformare la livrea dei bus nonostante continuassero a far parte di compagnie diverse.

## Amministrazione

### Gemellaggi
- Buenos Aires, dal 1992
- San Paolo, dal 1998
- Montreal, dal 1997
- Hefei, dal 2007
- Pechino, dal 2007
- San José
- Guayaquil
- Manila
- Atene, dal 1969
- Riga
- Santiago de Querétaro, dal 2008
- Santiago de Veraguas
- Langreo, dal 2007
- Madrid, dal 1991
- Plasencia, dal 2007
- Ankara, dal 2000
- Miami
- Minneapolis, dal 1961
- Kiev, dal 1998

## Galleria d'immagini

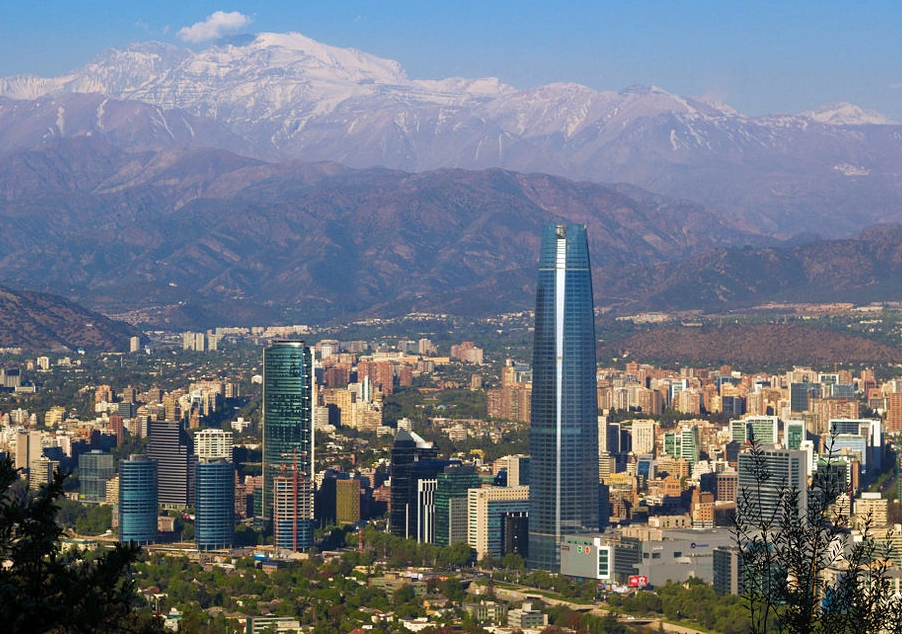
Geografia di Santiago del Cile
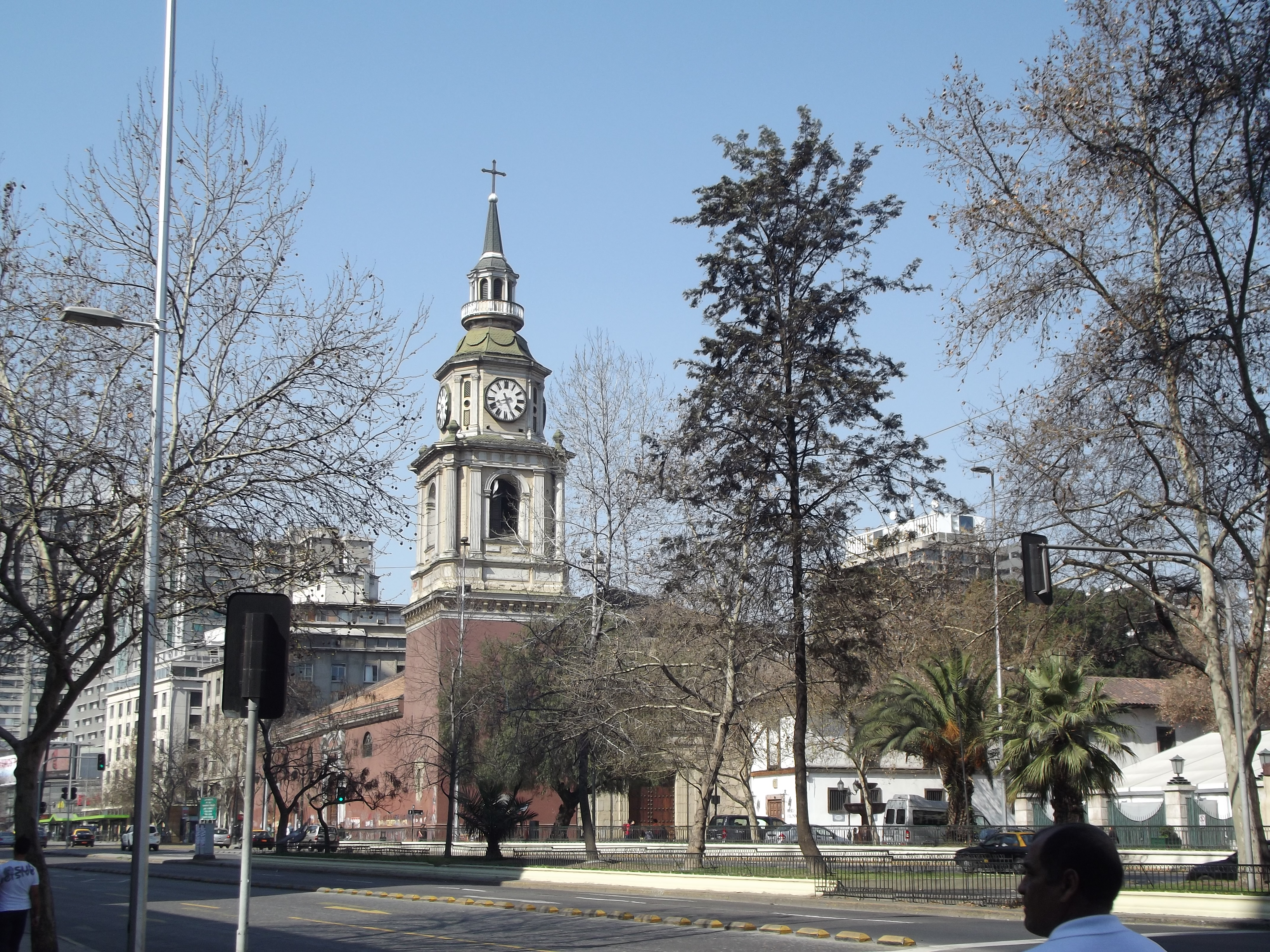
Chiesa San Francisco de Santiago
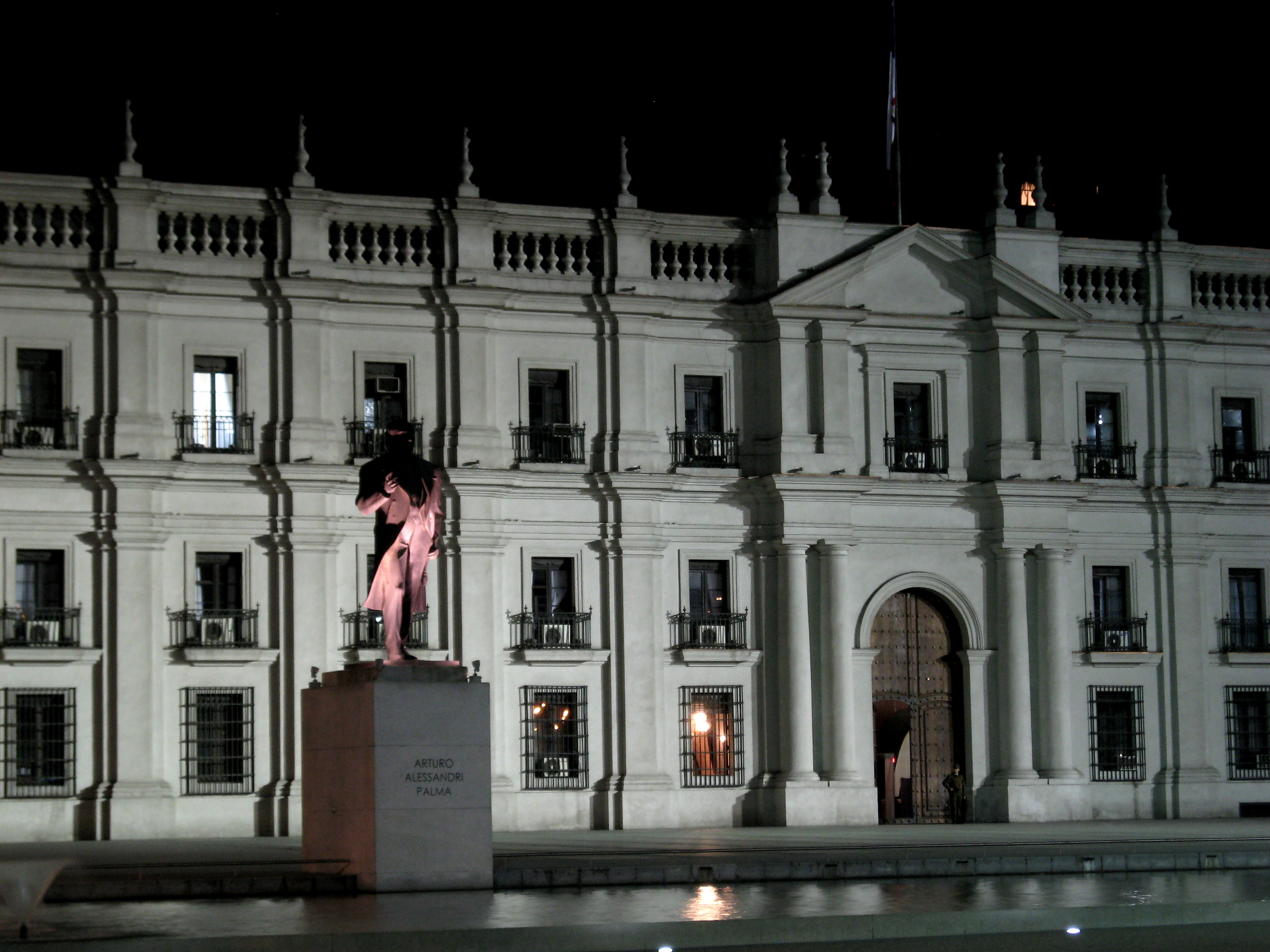
Palacio de La Moneda
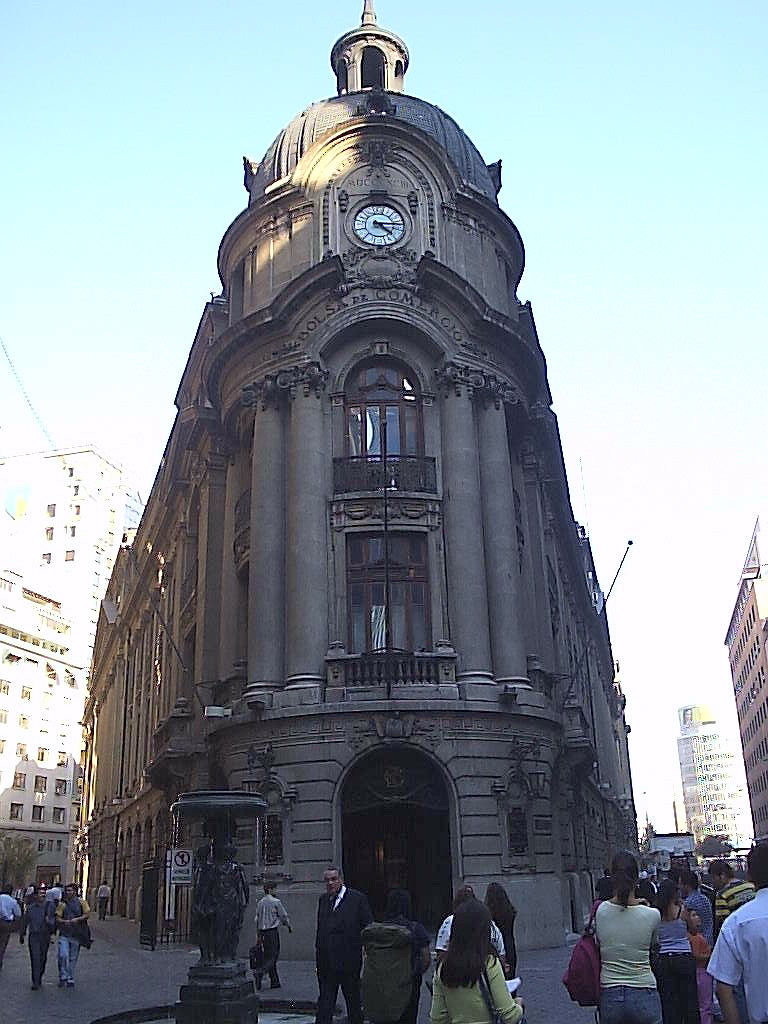
Borsa valori
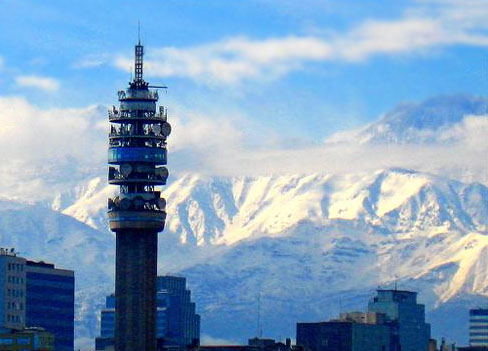
Torre Entel
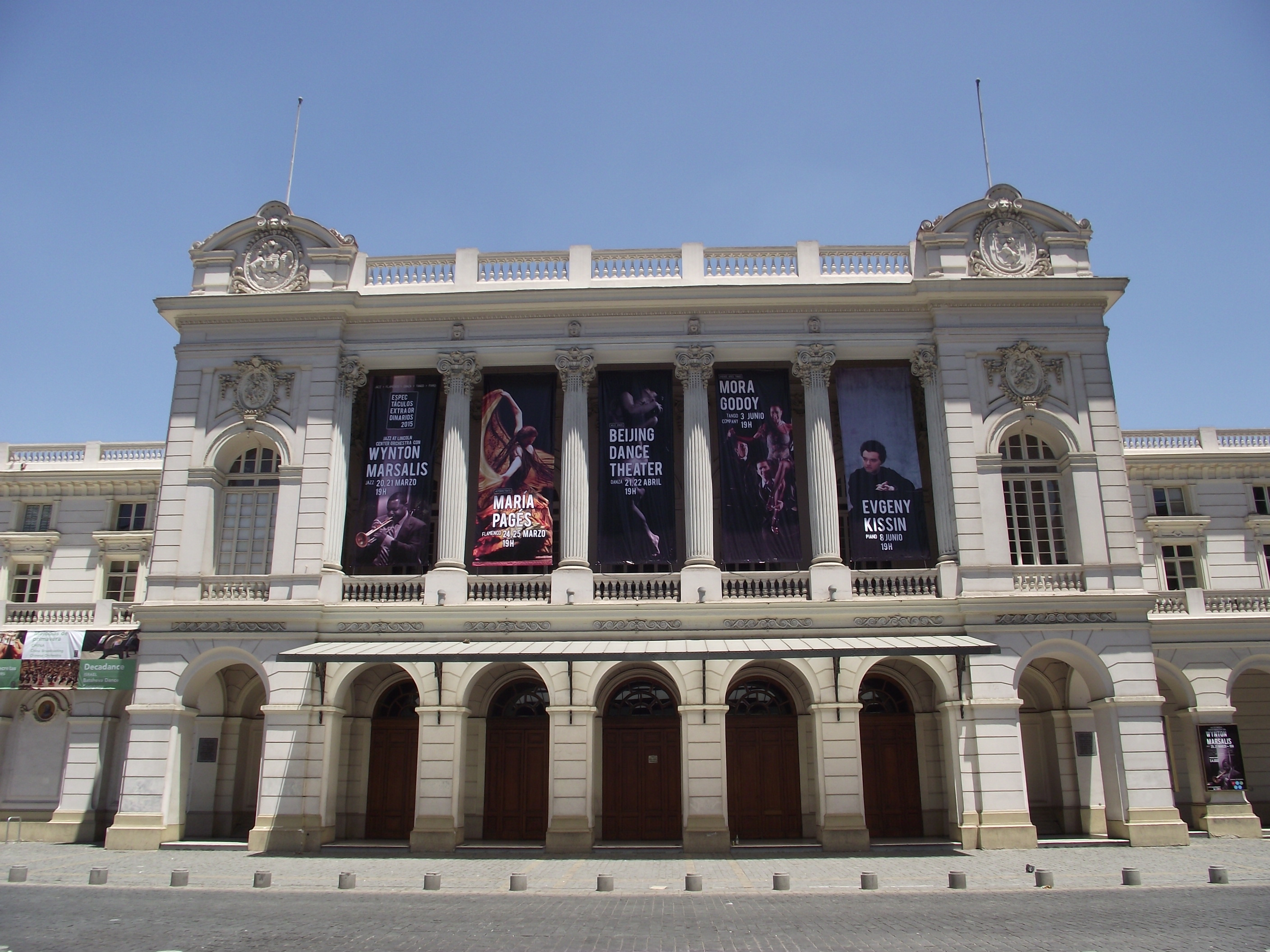
Teatro municipale
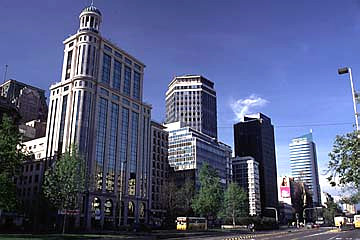
Avenida del Libertador Bernardo O'Higgins o l'Alameda
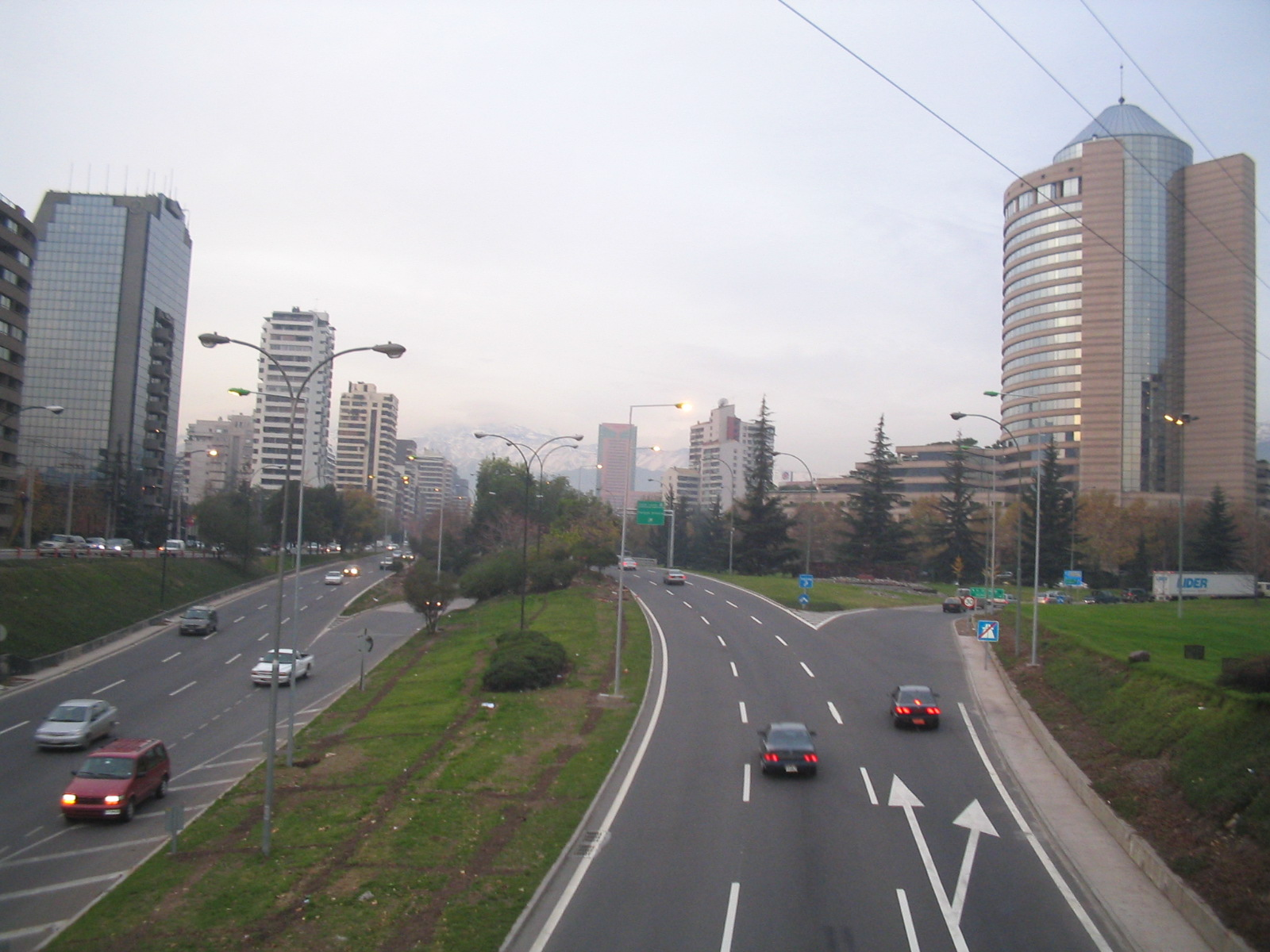
L'autostrada Costanera Norte
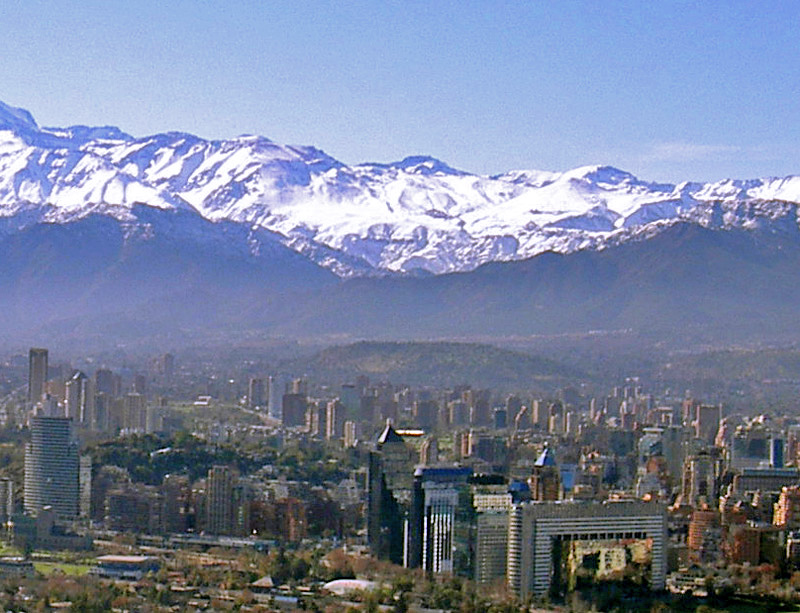
Panorama con le Ande sullo sfondo
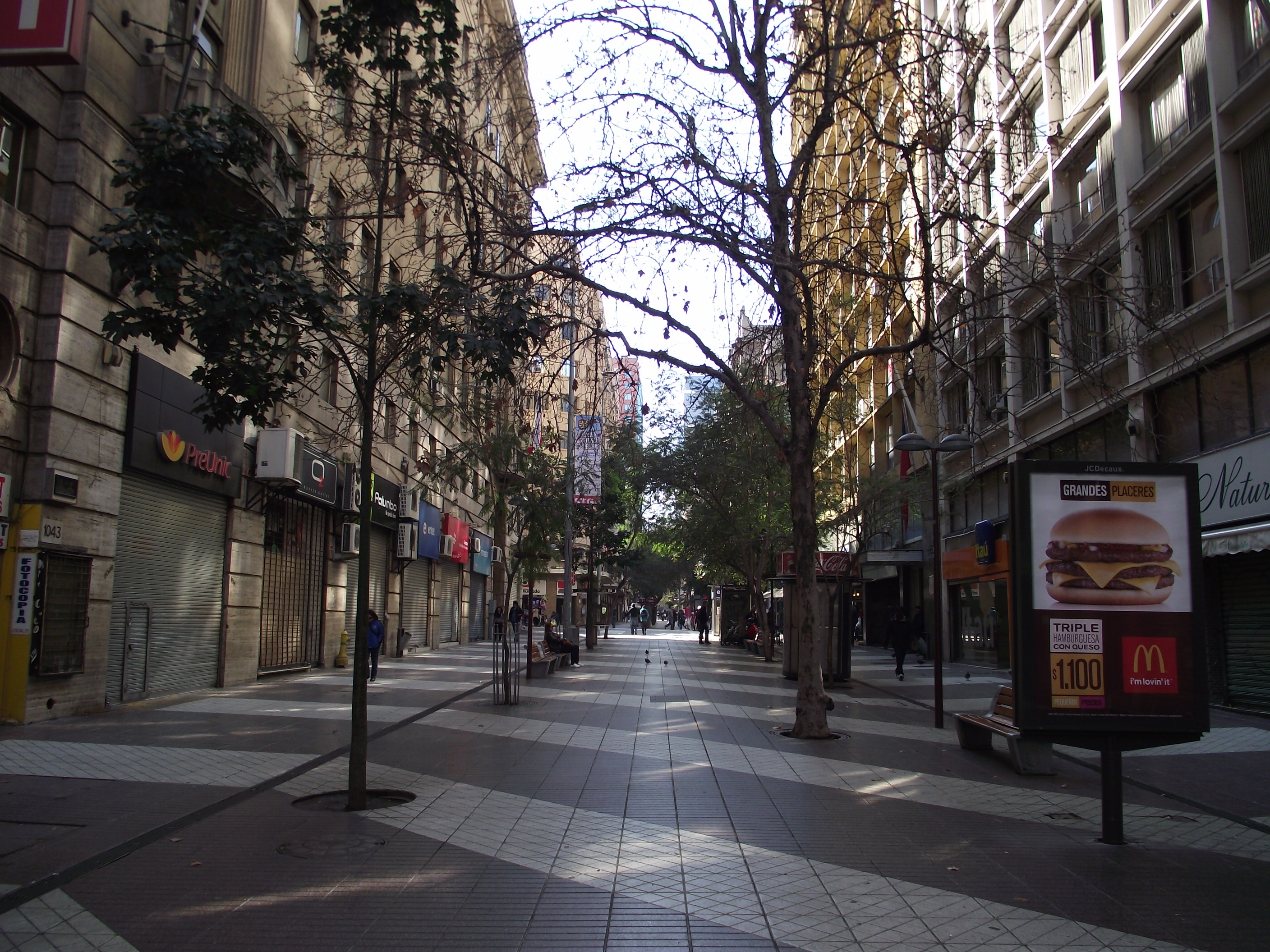
Paseo Huérfanos
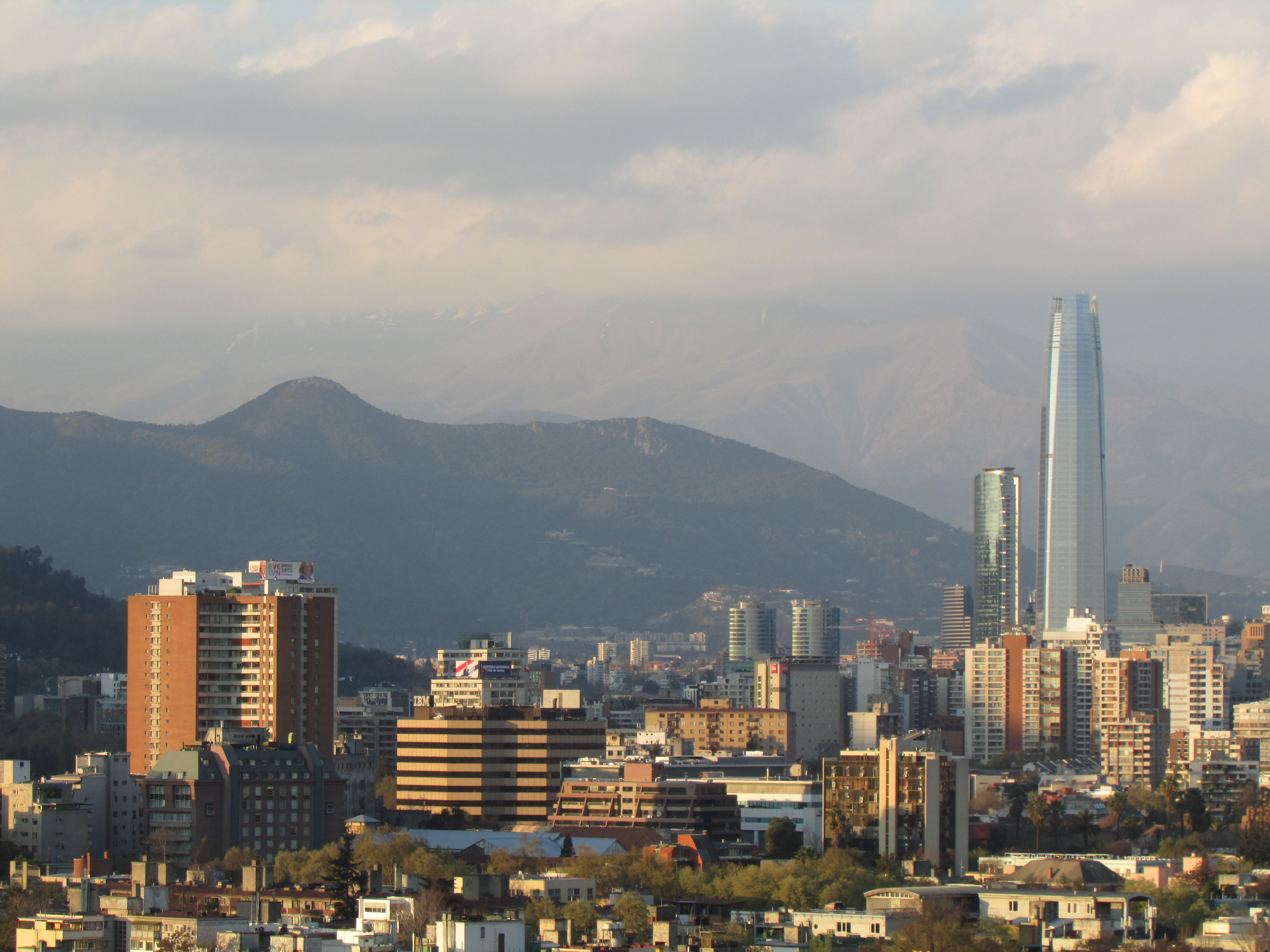
Sanhattan
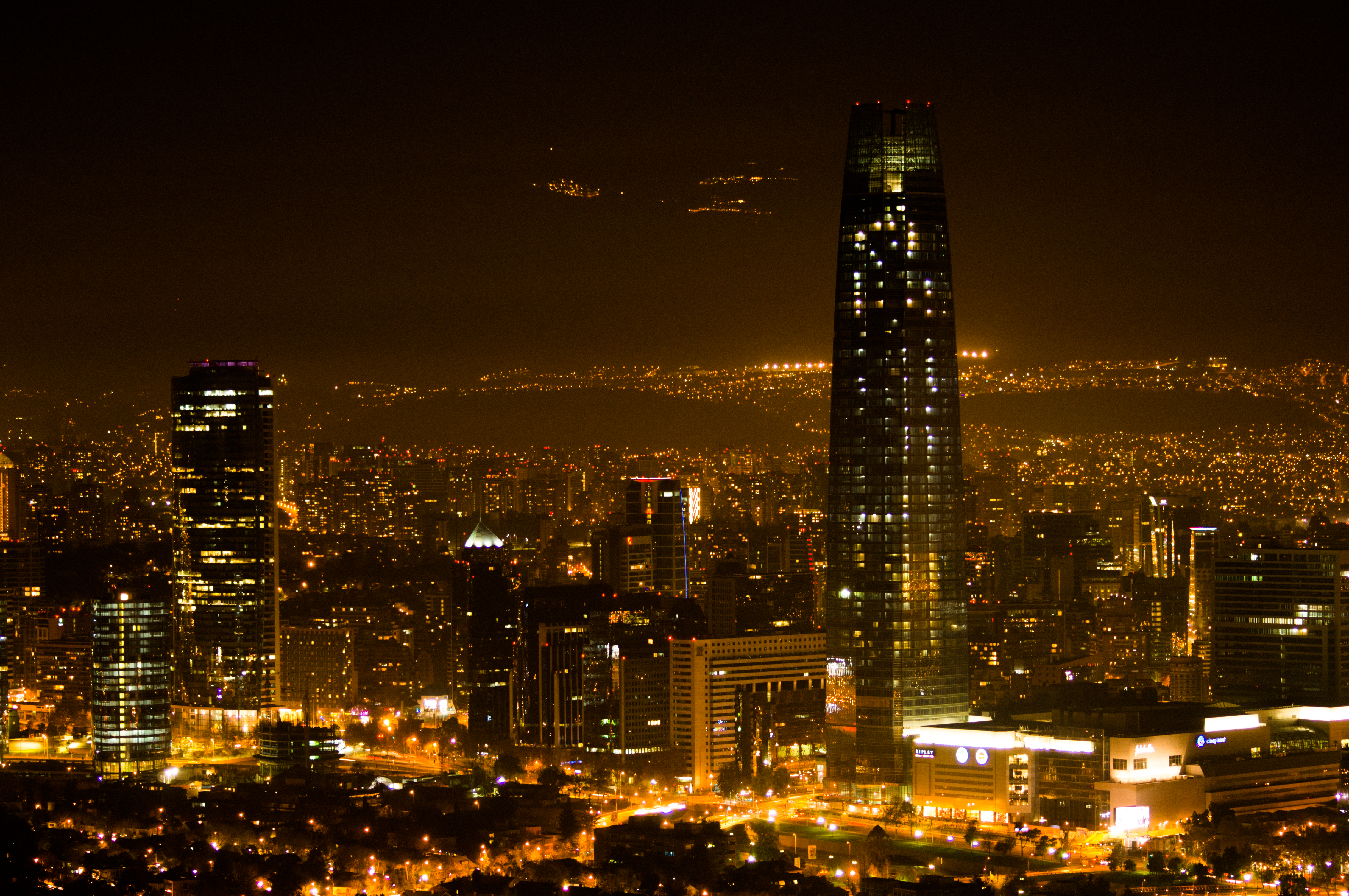
Sanhattan di notte
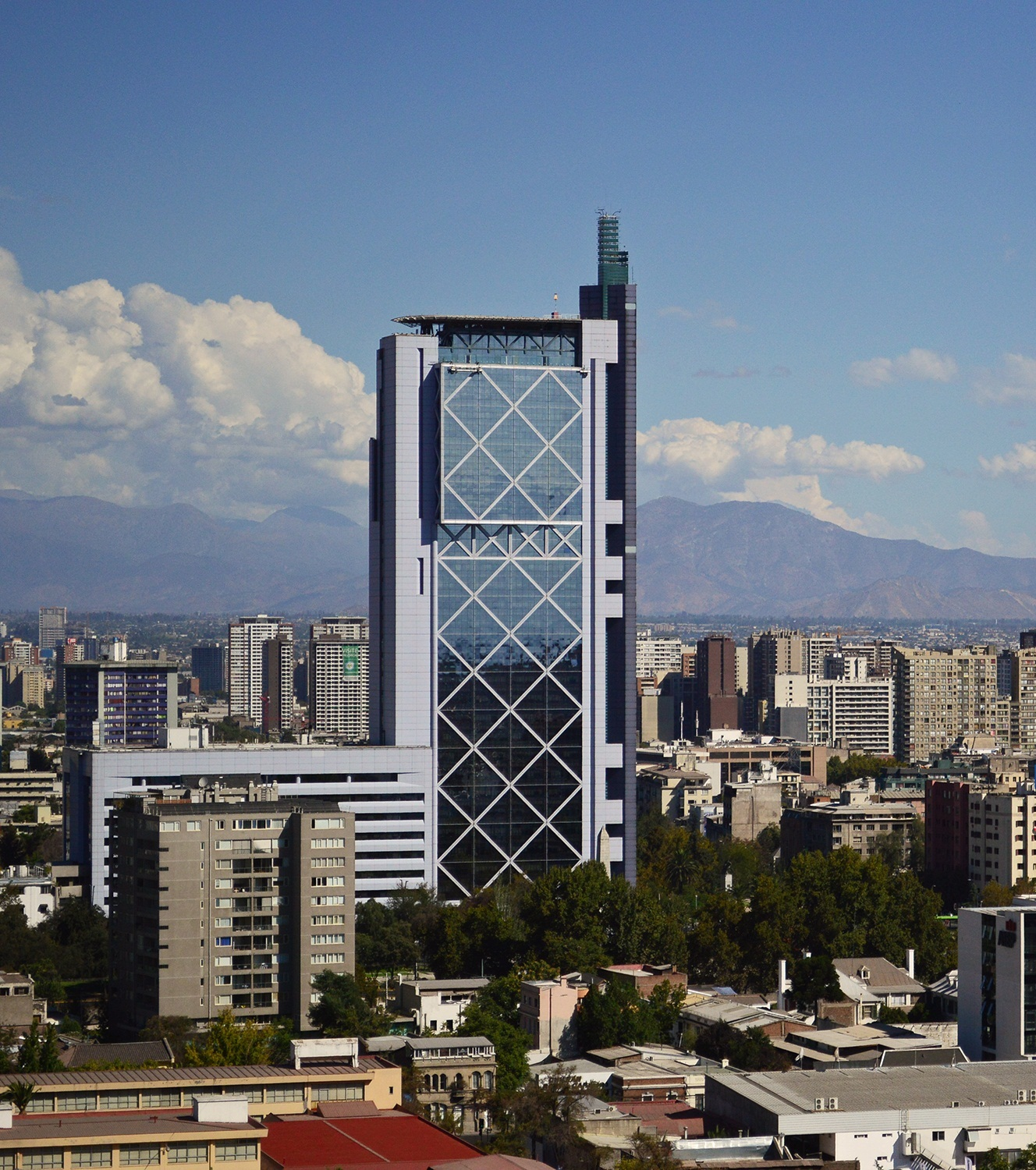
Torre Telefonica
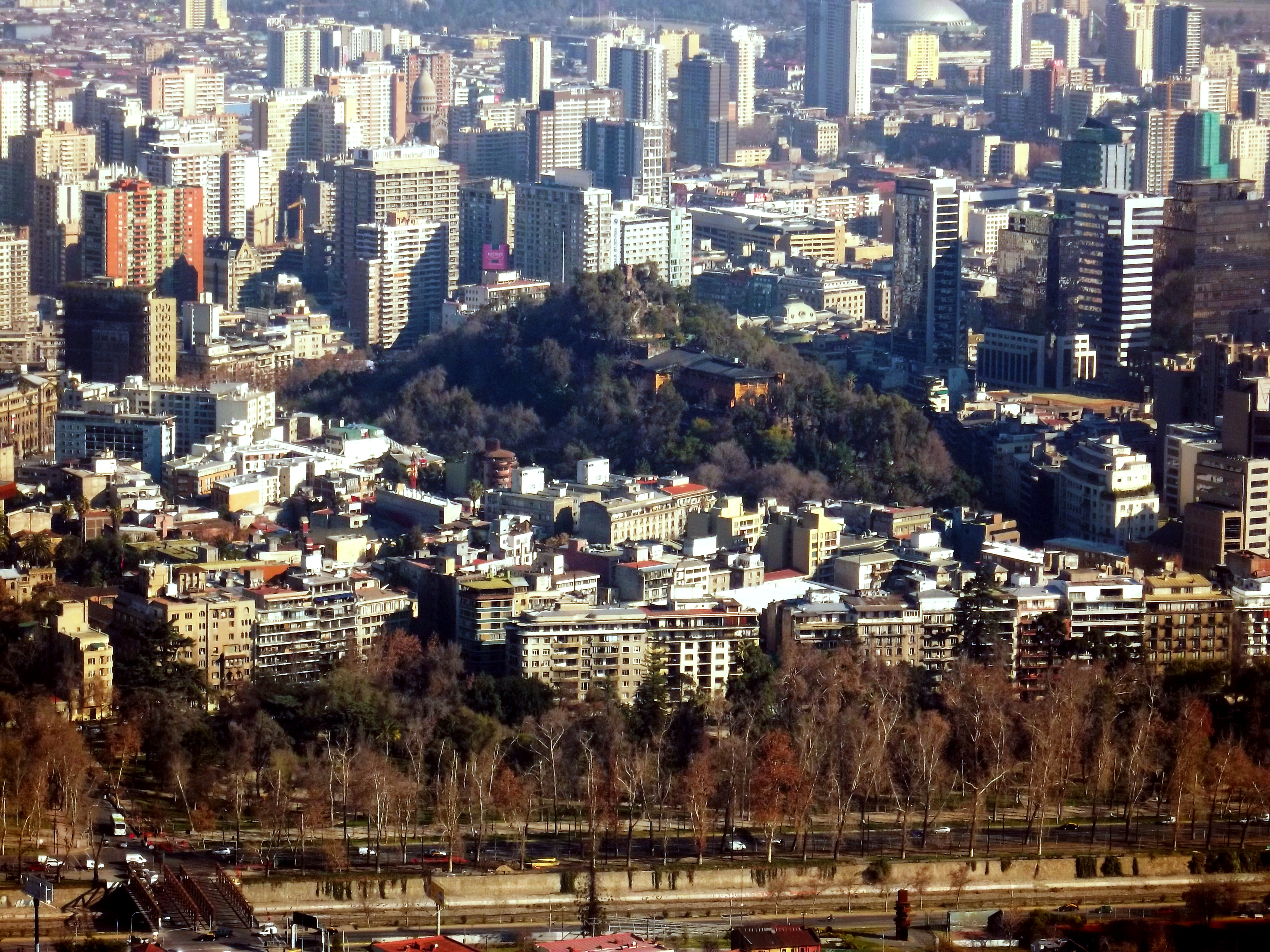
Centro di Santiago
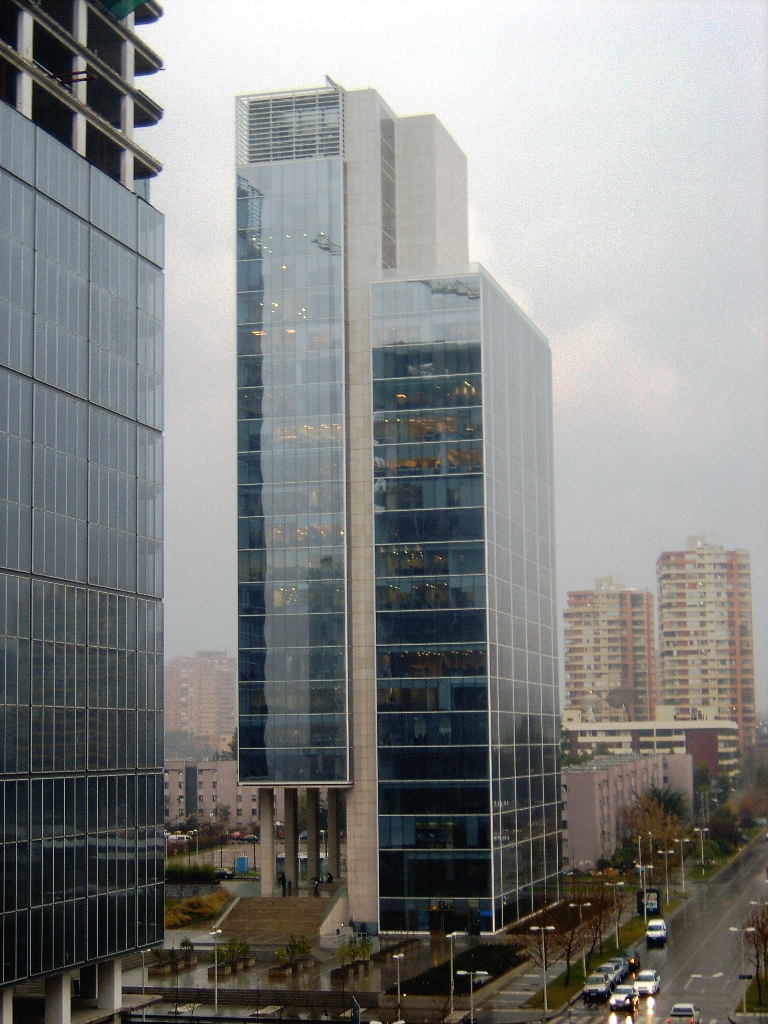
Edifici moderni in Calle Cerro El Plomo
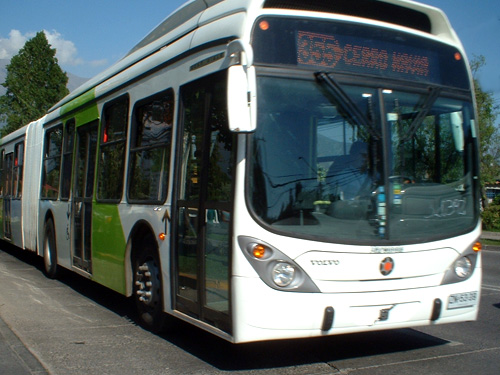
Transantiago (Bus)
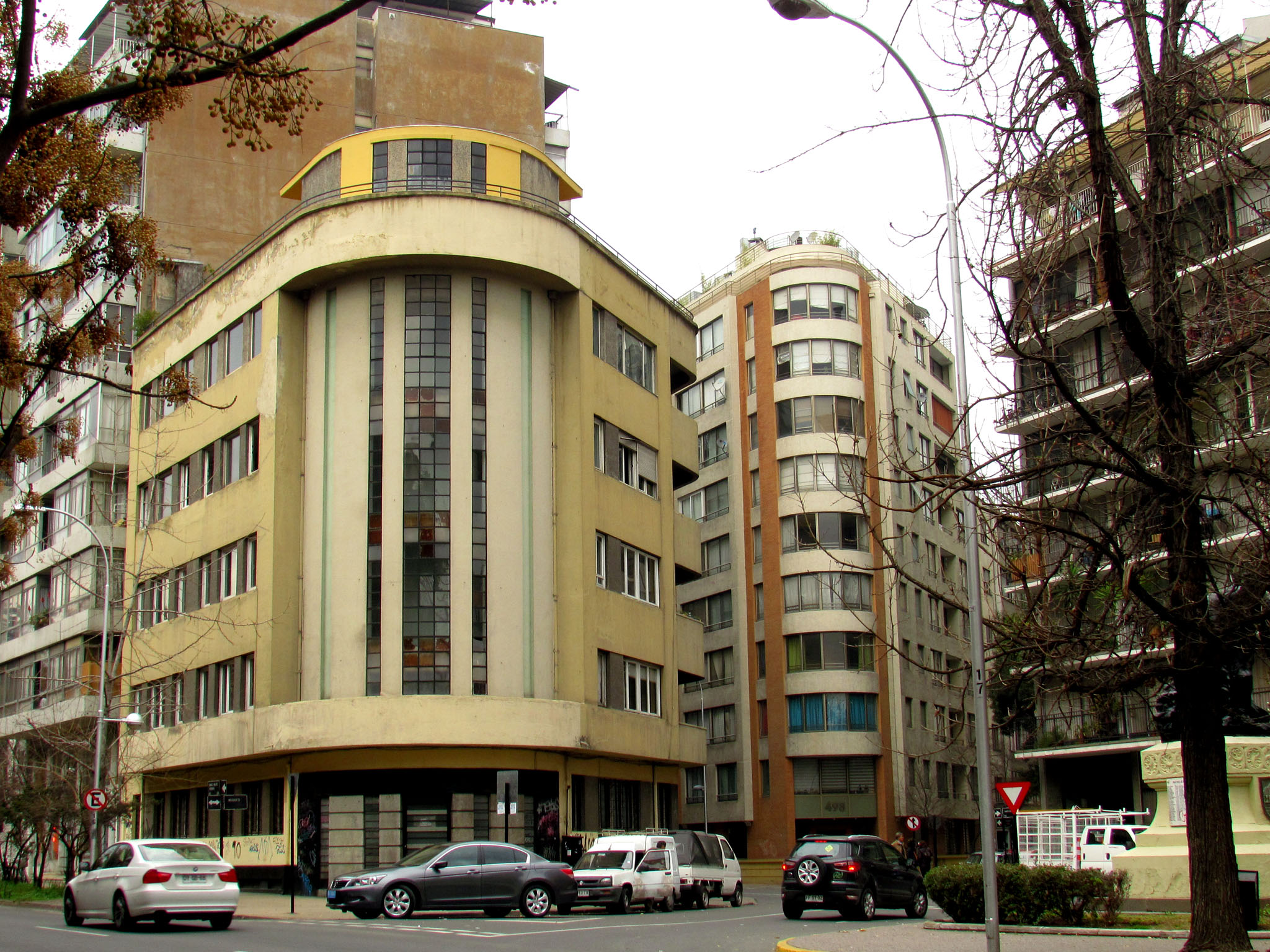
Santiago strada
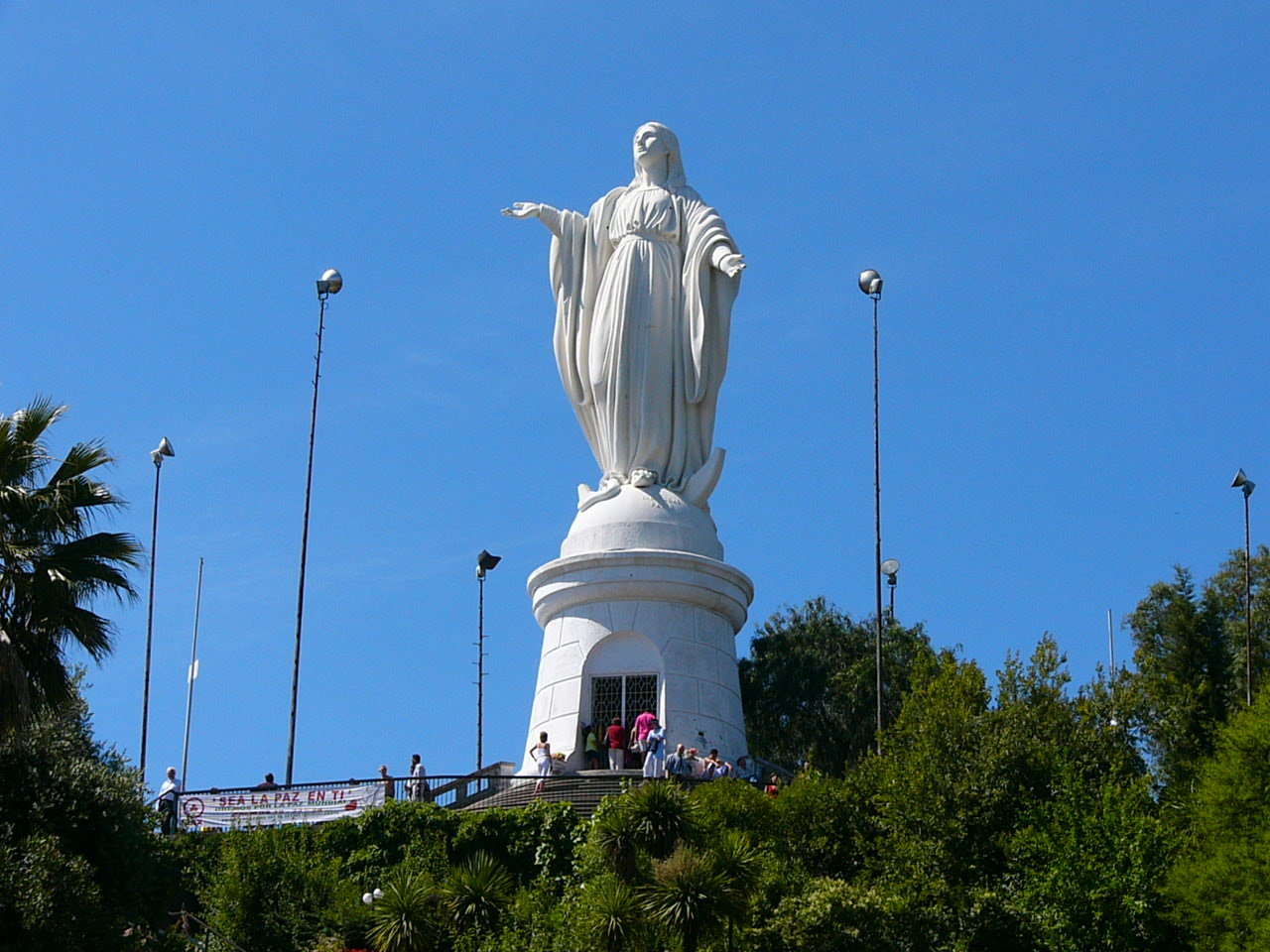
Il Santuario della Collina San Cristoforo
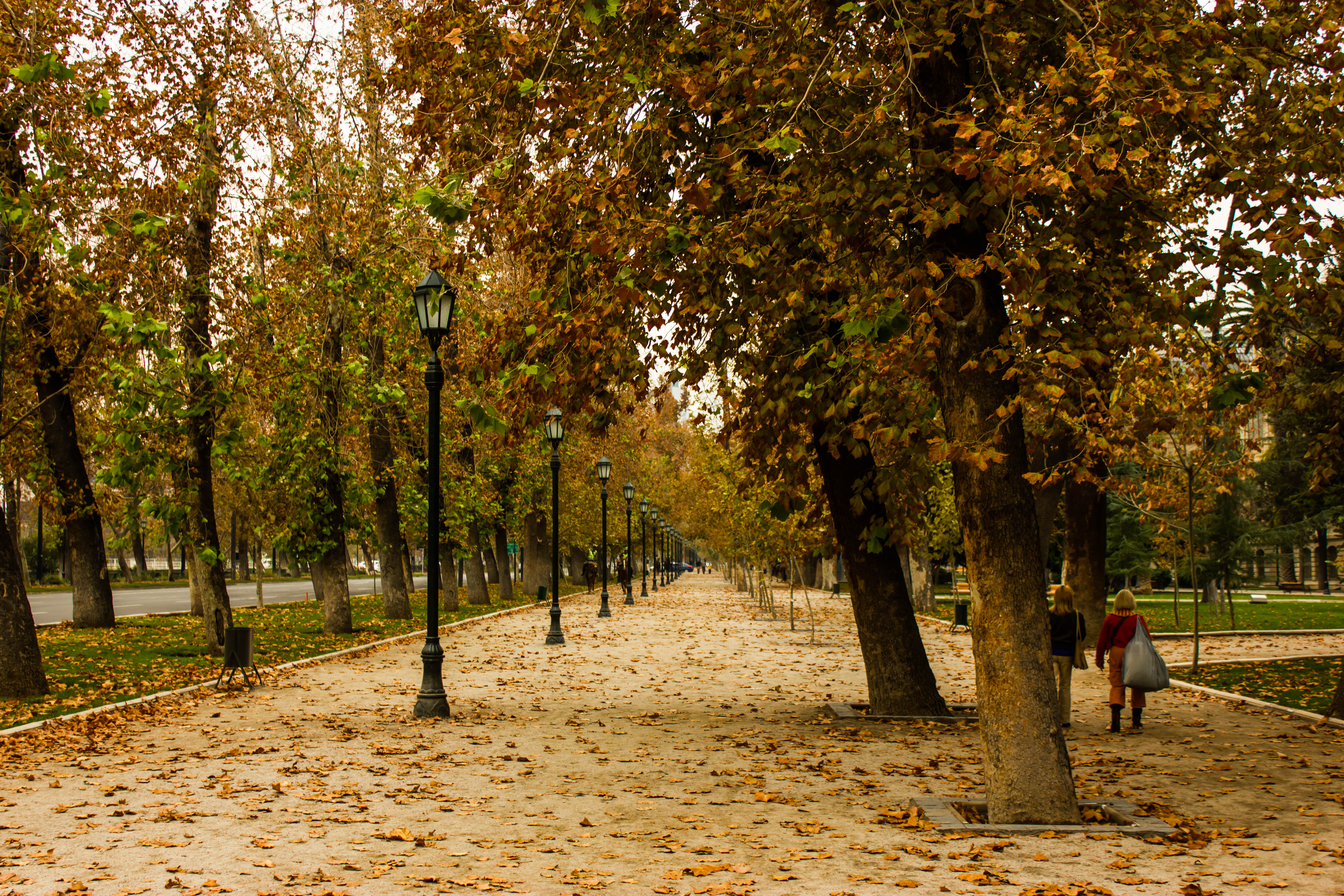
Santiago del Cile in autunno
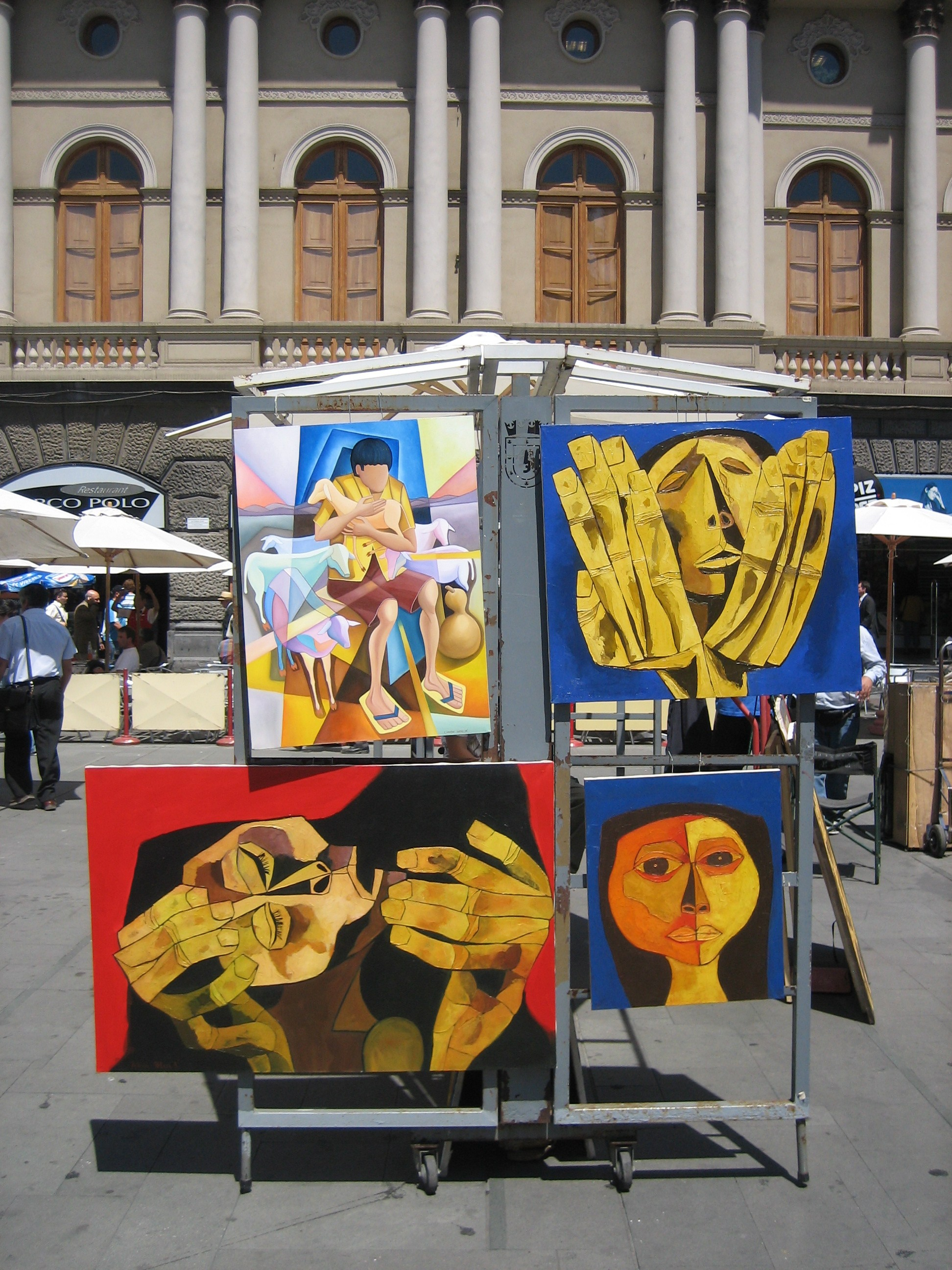
Quadri nella Plaza de Armas
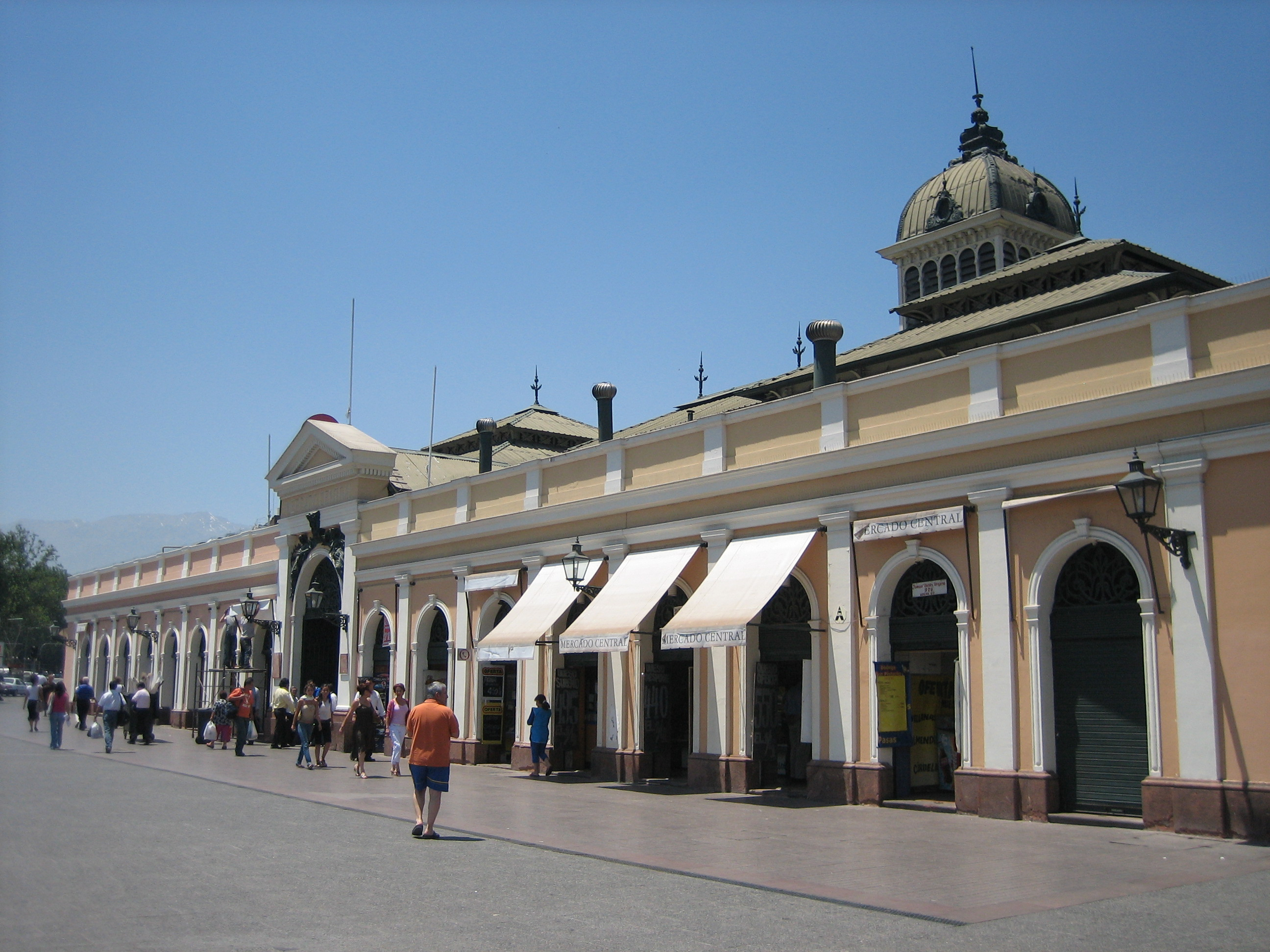
Il Mercado Central
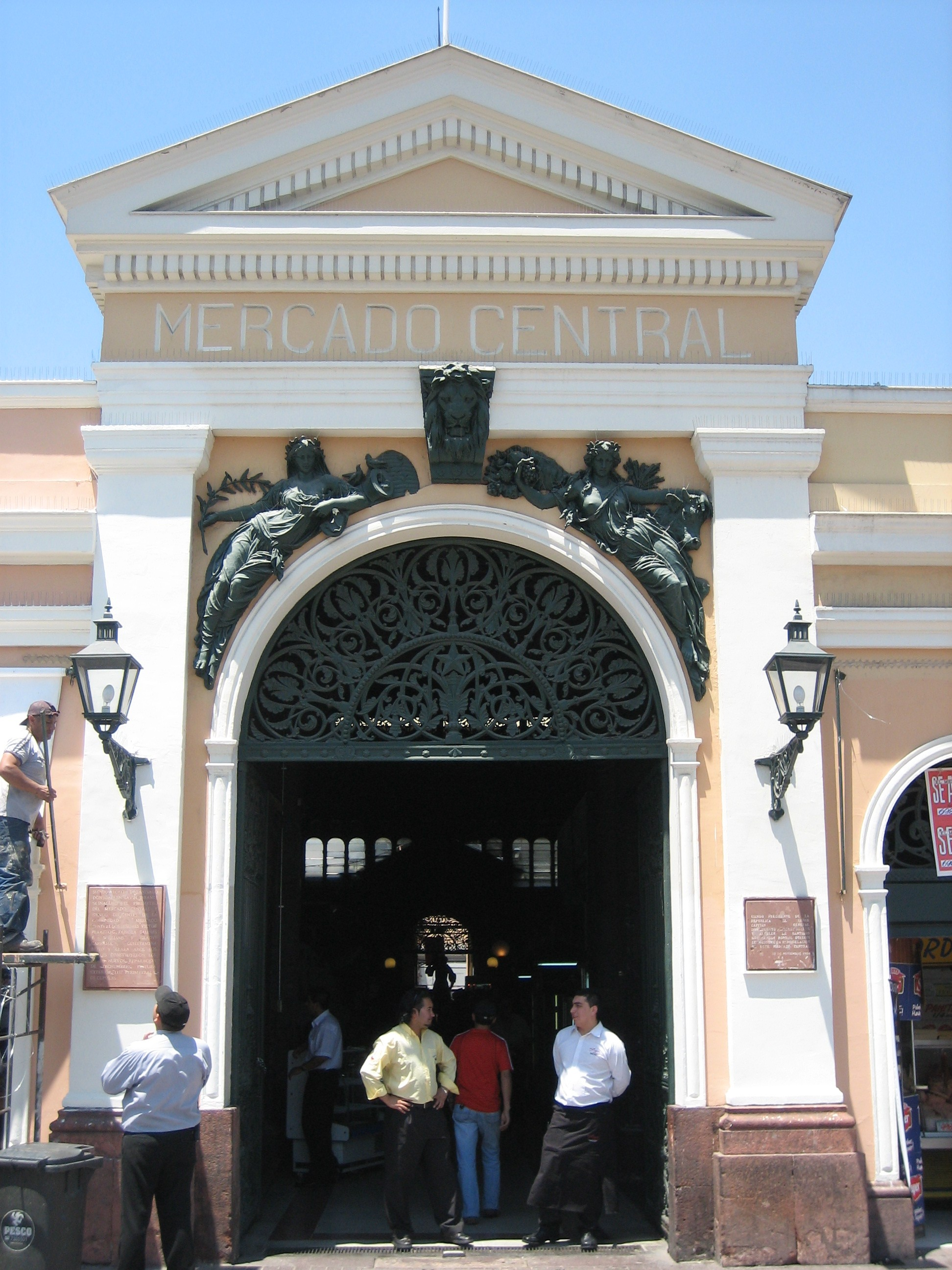
Ingresso del Mercado Central
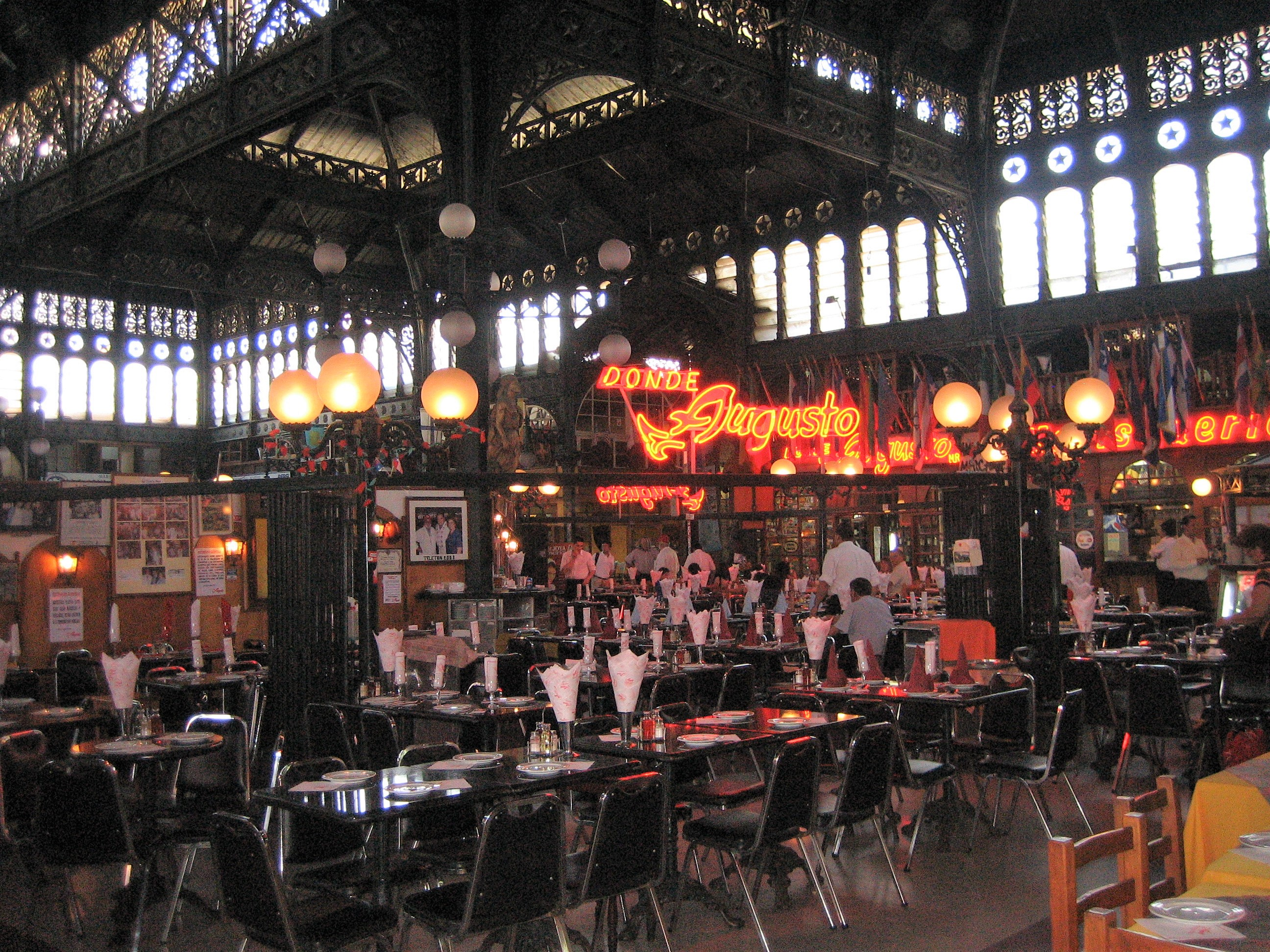
Il ristorante Donde Augusto al Mercado Central
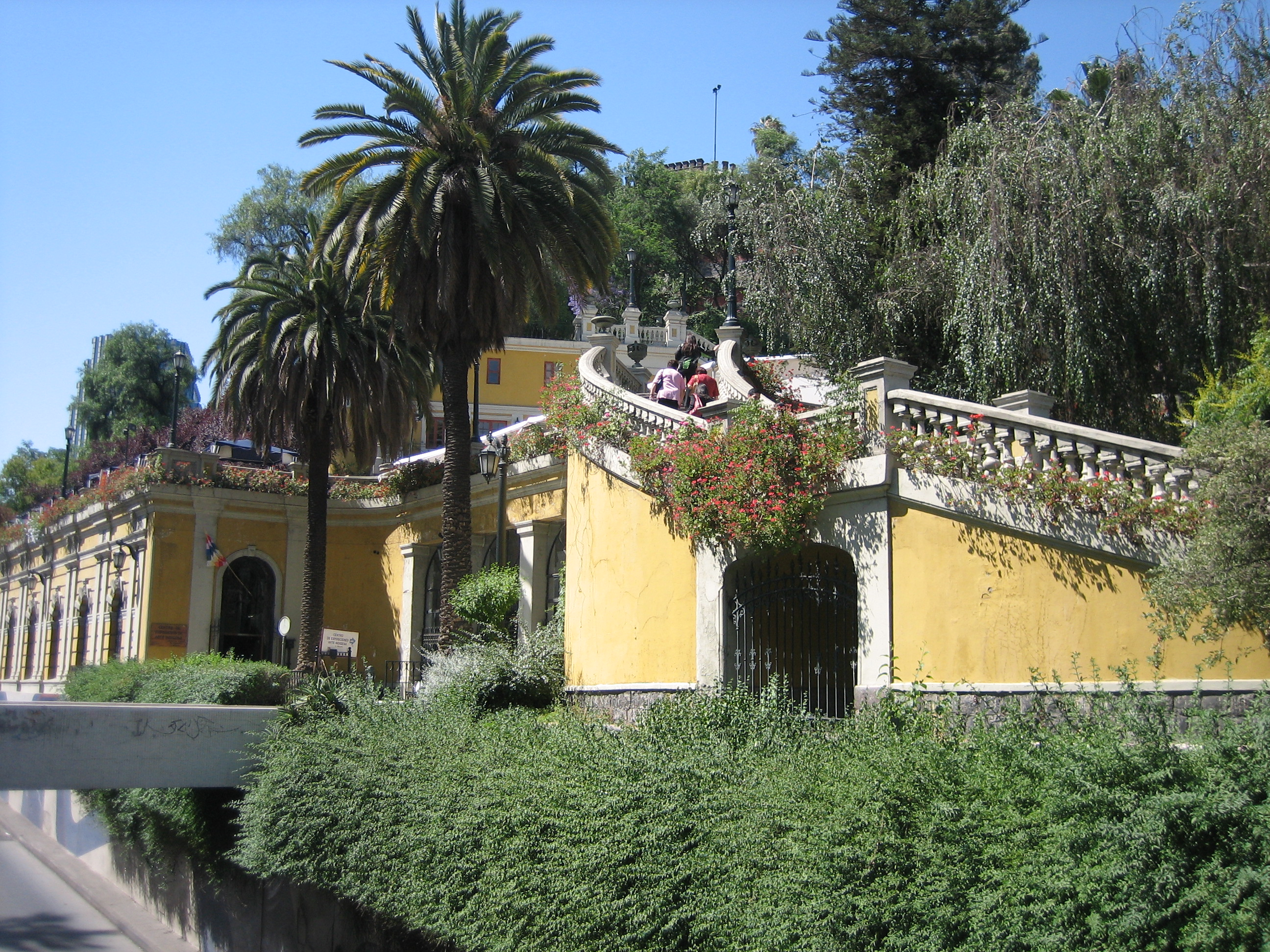
La scalinata al Cerro di Santa Lucia
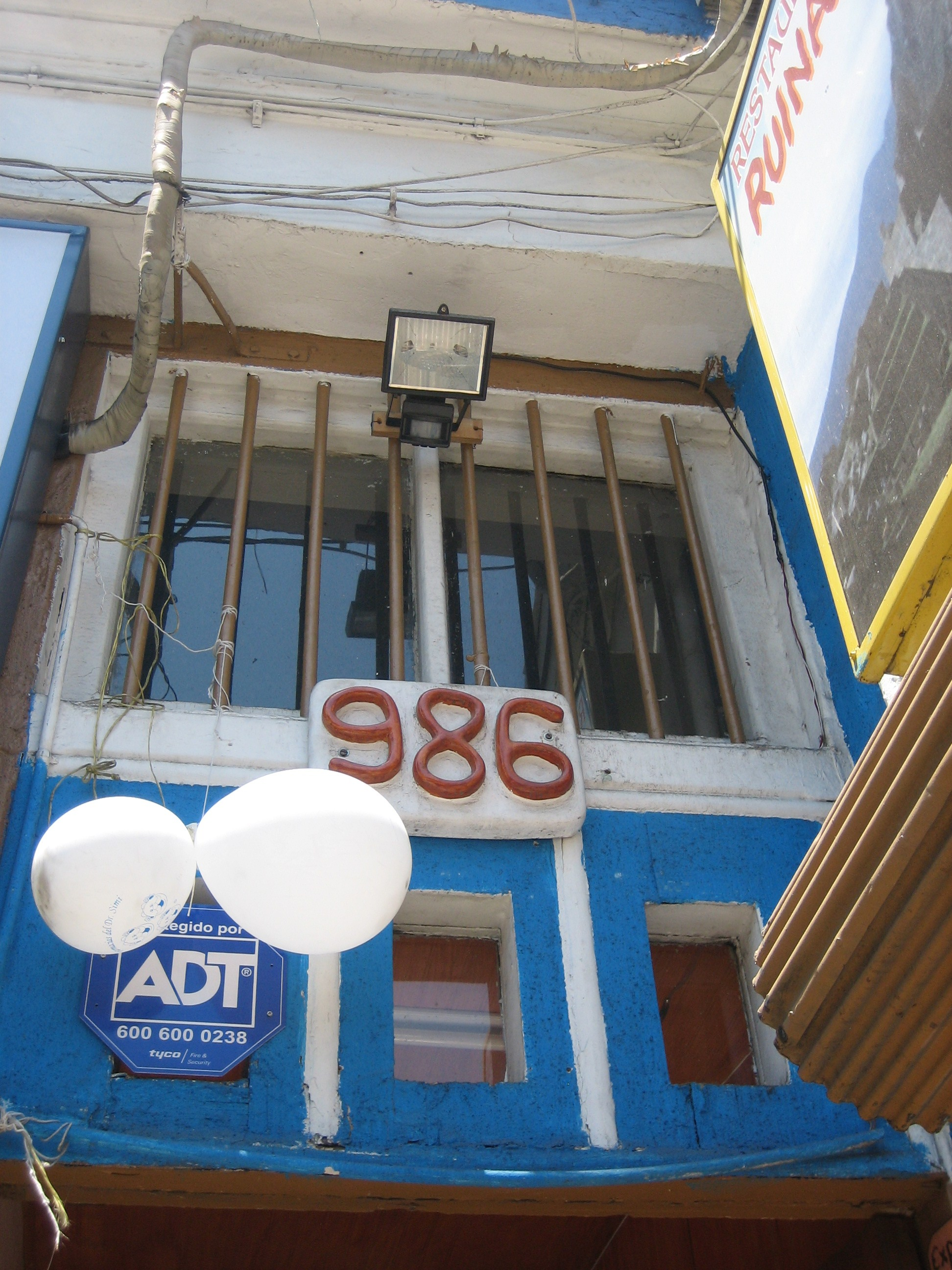
Nella città vecchia
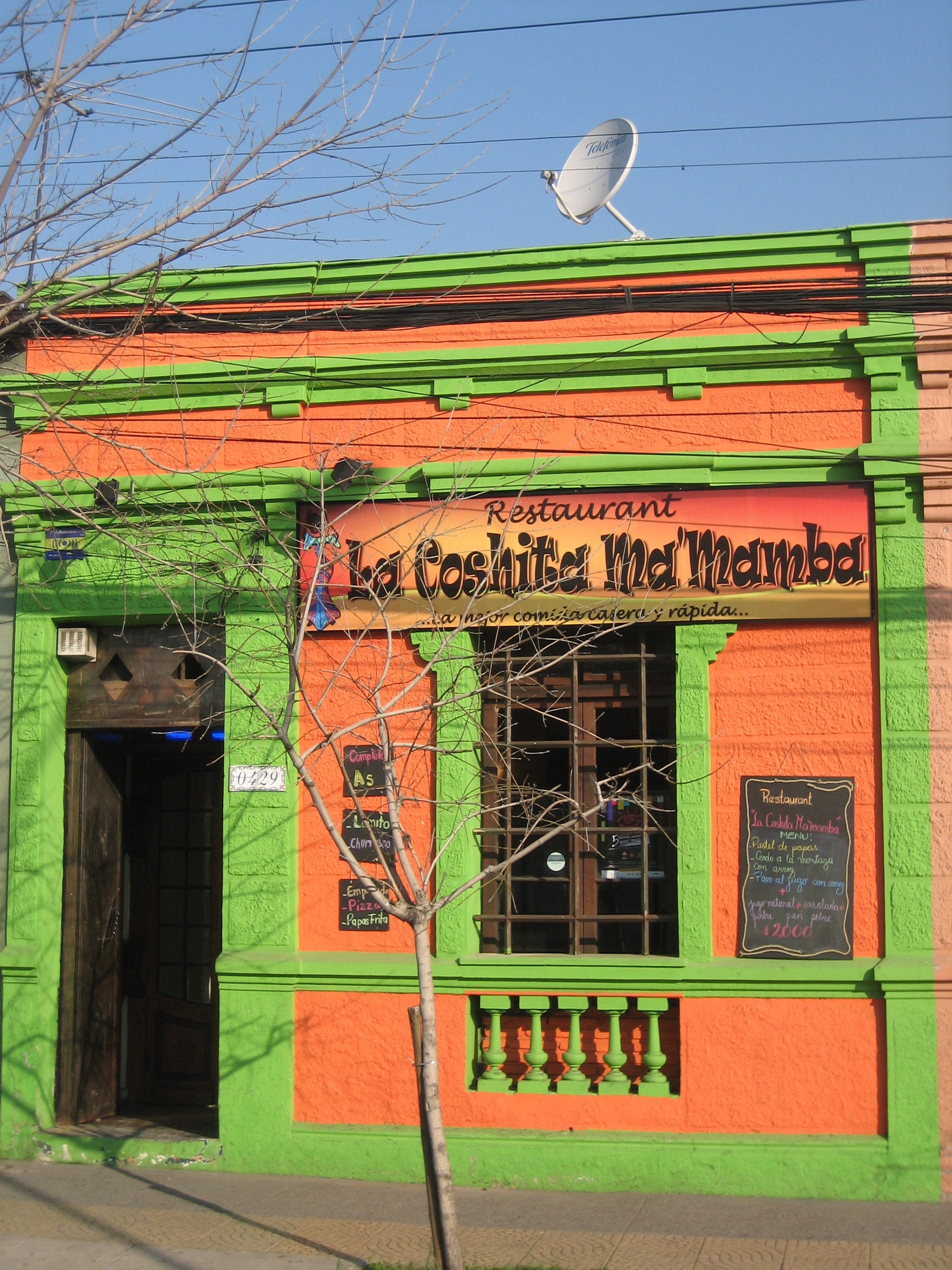
Il tipico ristorante La coshita ma' mamba
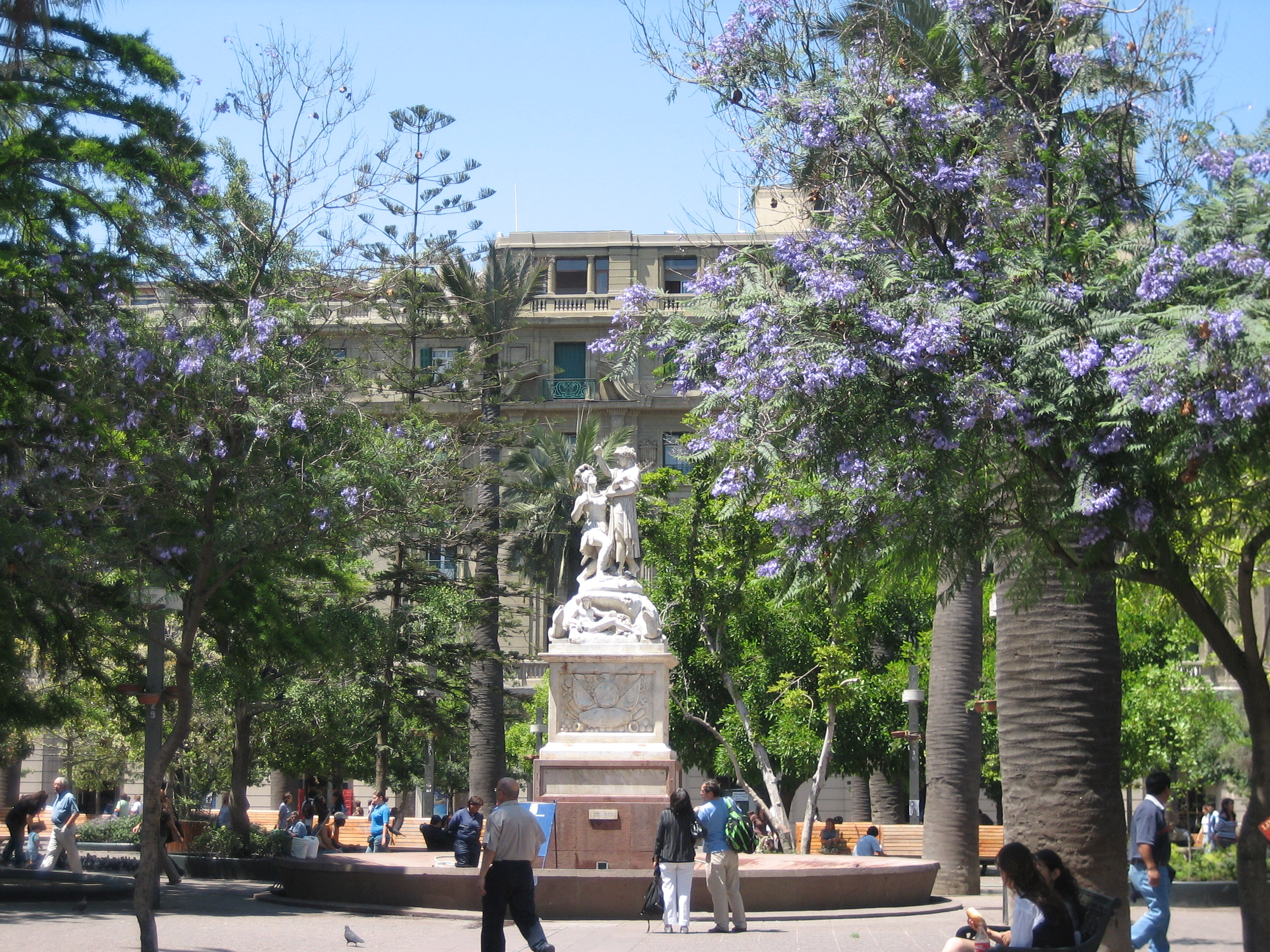
Monumento nella Plaza de Armas
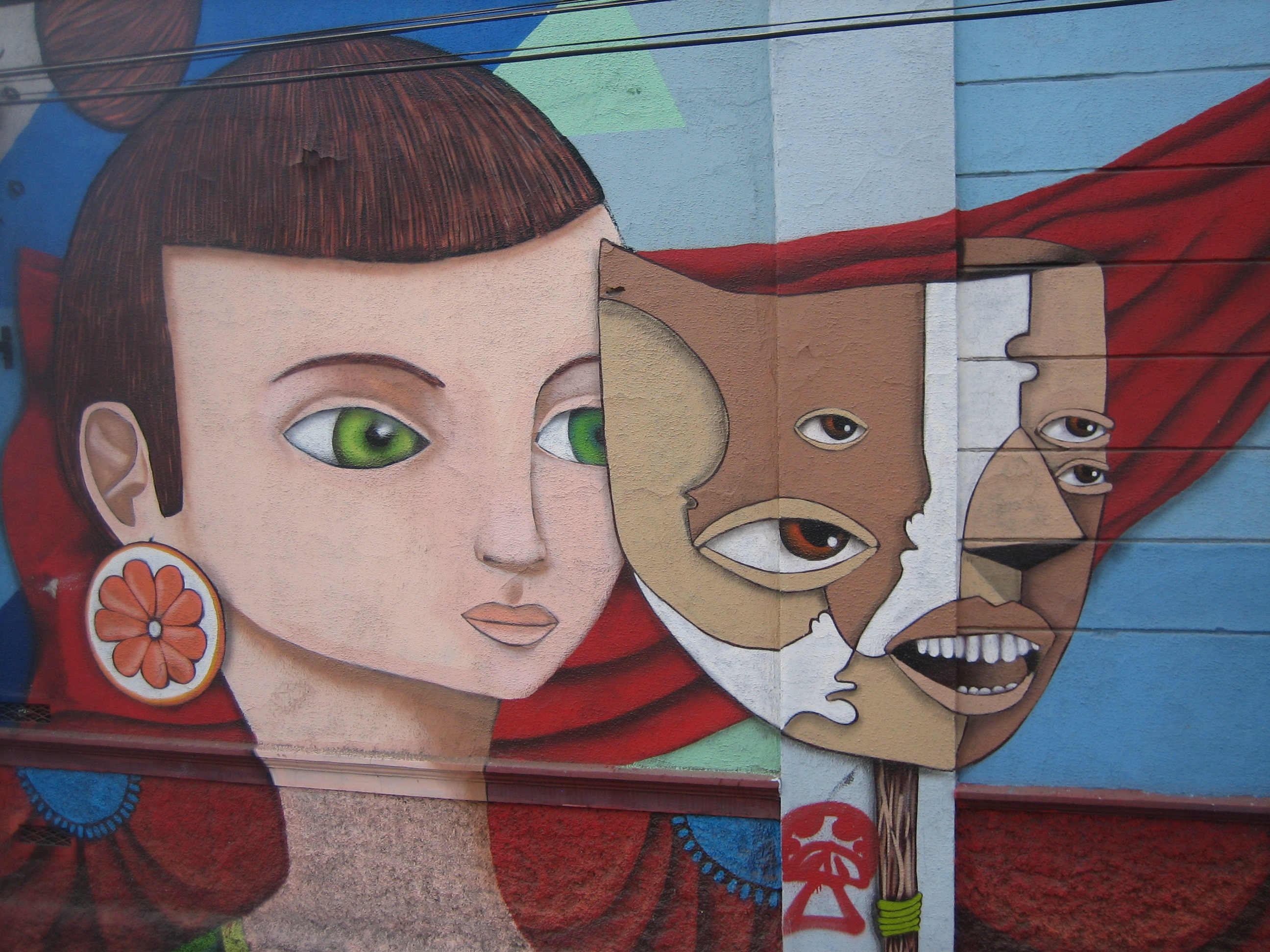
Un murale nel Barrio Bellavista